# じゅん散歩
『じゅん散歩』（じゅんさんぽ）は、テレビ朝日で2015年9月28日より放送されている紀行・情報・通販番組であり、高田純次の冠番組である。タイトルの通り「散歩」に着目した番組であり、『ちい散歩』（2006年4月3日 - 2012年5月4日）・『若大将のゆうゆう散歩』（2012年5月7日 - 2015年9月25日）に続く、テレビ朝日平日午前10時枠（月 - 金曜9:55 - 10:25）の『散歩シリーズ』第3弾である。
基本的に関東広域圏のみの放送であるが、一部地域で番組販売の形で時差ネットで放送している。
2022年現在、放送回数は1600回以上に上る。

## 概要

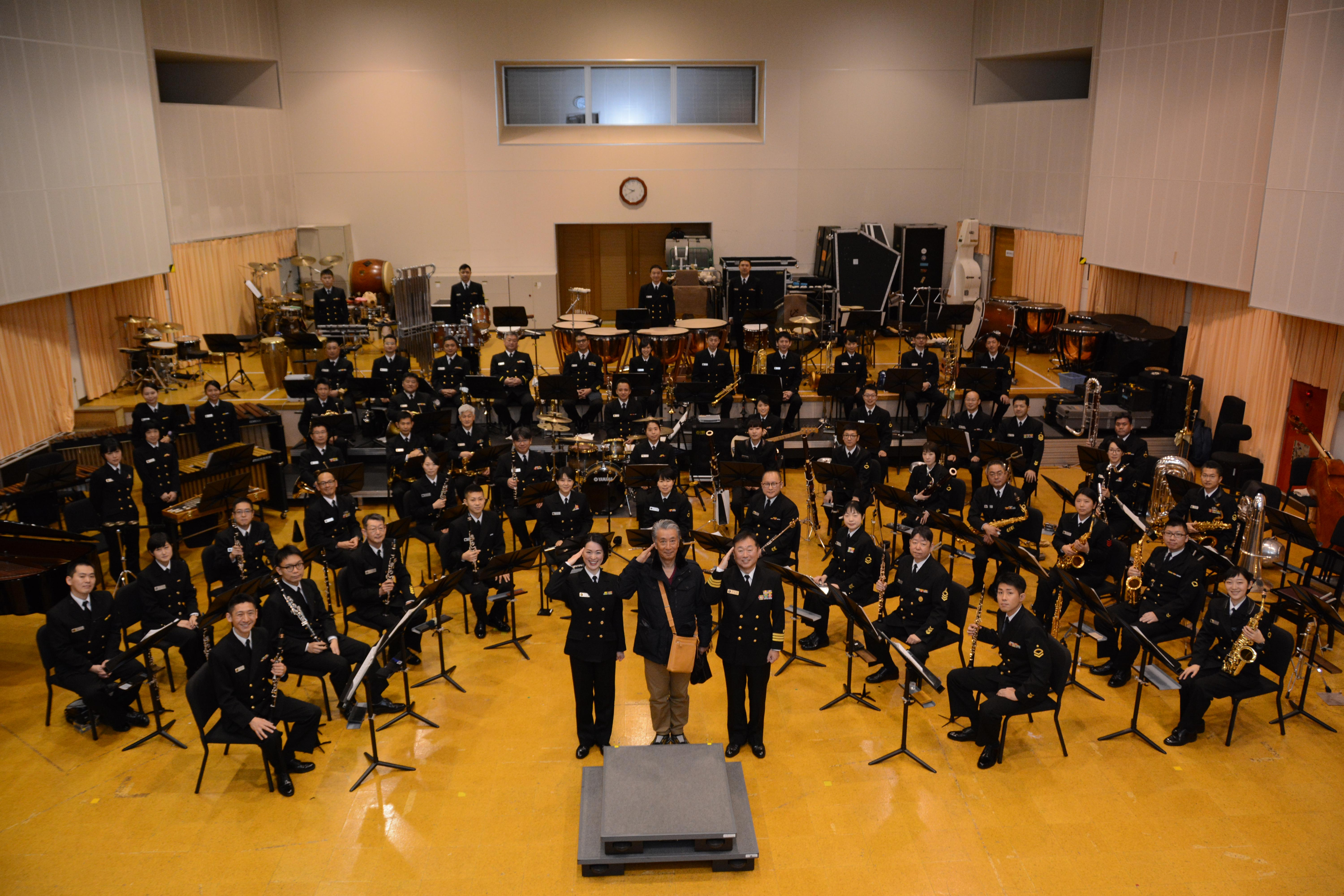
世田谷区上用賀の海上自衛隊東京音楽隊を訪れた高田と隊員（2019年）

番組では東京都区内やその近郊の周辺部（主に神奈川県など）のスポットを高田純次が訪れ、散策する。番組のモットーは「一歩歩けば、一つの出会いがある」で、月曜日から金曜日までの5日間をかけて、1つの地域を散歩する内容である。1週間の散歩中、その土地の店に立ち寄ったりして交流を深めながら、店主や客と軽妙なやり取りを交わしながら街の紹介をしていく。主に東京都内を散歩するが、東京都外（神奈川県など首都圏3県。稀に全国各地や海外）を散歩する事もある。
番組タイトルは、高田純次の「純」と「純粋な散歩」の「純」などをかけあわせたものであるが、番組のテーマは「一歩一会」「裸のおつきあい」「運転手さん」の3本柱からなる。
平均視聴率は、2016年2月現在で5.2%（ビデオリサーチ調べ、関東地区・世帯・リアルタイム。2016年1～2月の放送分の平均）と、前年比プラス1.5ポイントを記録。さらに2017年2月には横並びトップをマークし、年度視聴率でも最高をさらに更新するなど好調が続いている。
開始当初から9:55 - 10:30の枠で放送してきたが、2016年10月31日より後続の情報番組『ワイド!スクランブル・第1部』の5分繰り上げ拡大に伴い5分縮小、現在の9:55 - 10:25の放送となった。
民放各局ポータルサイト・TVerでも月曜日放送分のみキャッチアップ配信を行っていたが、こちらは2017年6月26日放送分をもって終了（番組およびサイトそのものは継続）。

### 高田純次の起用
2015年7月、放送中だった『若大将のゆうゆう散歩』が、当時散歩人を務めていた加山雄三の意向により9月25日に終了することとなり、テレビ朝日は10月期改編での同枠後番組の企画を立ち上げることとなった。
その後、様々な検討を重ねた結果、8月12日、新番組の散歩人として高田純次を起用することを決定。8月30日に番組の制作発表会見が行われ、高田曰く「3代目（の散歩人）ということですが、私もこういう番組をやりたかった。私の人生そのものが散歩のようなもの。適材適所。残りの人生30年、歩いてみたい。どのような方にお会いできるか楽しみ」と意欲を見せた。

また、高田起用の決め手となった一つとして、本人が前年から患っていた椎間板ヘルニアと脊柱管狭窄症の手術が無事成功したことがあげられる。本人曰く、その後の経過について「ヘルニアの手術をして良かったなと。右足を強化しているので、散歩はもってこい。体調が万全。今でも走れば100メートル9秒ぐらいで走れる」 と語り、さらに「散歩シリーズ」の歴代散歩人（初代：地井武男、2代目：加山）について「大御所の方たちなので、その方たちを勉強しつつ、プレッシャーもあって厳しいかもしれないですけど、自分なりの散歩が少しでもできれば」とし、番組への抱負を語った。

## 放送内容
以下の内容は、テレビ朝日でのレギュラー放送による。
本番組は、高田の散歩と通販コーナーで構成される。番組前半は月〜金曜日の1週間が共通したテーマとなり、実質的に高田の散歩に特化した構成となる。続く後半は、通販コーナー「ものコンシェルジュ」を放送する。
なお、前の2番組とは異なり、メイン散歩人が散歩しない曜日 は設定されておらず、全曜日において高田が散歩することになる。

### オープニング
2020年7月1日より現在の物に変更。高田の歩く映像（週ごとに変更）を背景に「一歩一会」の文字、下平の「一歩歩けば、一つの出会いがある…」のナレーションで始まり、斉藤和義の「純風」をバックに、高田の筆による絵がアニメーションで映し出された後（絵が切り替わる際には風が吹き抜けるようなアニメーションが挿入される）、タイトルロゴを表示。提供の後の流れとして、当日の見所の紹介 となる。
番組開始から2020年6月30日までは、アークヒルズの歩道 を背景に「一歩一会」の文字と下平のナレーションで始まり、テーマ曲をバックに高田の筆による絵が4枚映し出された後、タイトルロゴを表示。2020年3月2日～6月30日は、高田の絵を映し出す際に右下に「今週のオープニング曲 選曲:高田純次」と、その曲名とアーティスト名をテロップで表示していた。

### 散歩パート
番組前半のメインパート。月〜金曜日の1週間にわたり一つのテーマを設け、高田がその地区を散歩する。ただし、5日間とも同一地区ではなく複数の地区を散歩するため、曜日ごとに区切る形で放送される（ただし、収録は同一日に行われる）。
- 散歩の途中で、高田がインスタントカメラで撮影した写真が挿入され、写真の余白には高田の直筆によるキャプションが添えられる。また、高田の筆による絵も映し出される。
- 散歩の終わりに「今日の一歩一会」として、高田が描いた散歩中に出会った人の似顔絵を紹介する。また、金曜日は高田が描く訪れた街の風景画を紹介している（2016年4月1日 - ）[注 5][注 6]。
- 本番組でもコースマップを表示している。ただし、前番組までと異なりマップの特別な名称はないが、基本情報などはこれまで通り記載する。また、一日の散歩終了時の「今日の一歩一会」の前に表示されるマップにはその日の歩数が表示されていたが[注 7]、2025年1月6日放送分より表示されなくなっている。
- なお、散歩で立ち寄った店舗・施設の所在地・電話番号は番組内では表示せず、公式サイトにて紹介。VTR中の終盤（マップ画面へ切り替え前）に画面右下に検索ボックスを表示している（検索ボックス表示は『ちい散歩』末期から実施）。
- 散歩で立ち寄った施設・店舗が、運営側の都合および社会状況[注 8] により、現在休業中もしくは営業時間・営業形態が一時変更となっている場合、その旨を記すテロップが表示される（ただし、収録日に休業となっていた場合は、定休日を記すテロップを表示する）。
- CM明けのVTR冒頭、高田の「おはようございます、今日は○○（現在地）から…」という挨拶で始まるのが定例[注 9]。

先代2人との相違点
散歩スタイルは、前々番組『ちい散歩』の地井武男は常に帽子とバッグという本格的なもので、前番組『若大将のゆうゆう散歩』の加山雄三は基本的に手ぶらという、それぞれ異なる形態だったが、高田は主にショルダーバッグを装備し、どちらかといえば地井に近いスタイルとなっている。
また、高田の自由奔放な発言（いわゆる「テキトー発言」。これに対応した一般人が「ボケ返し」に転じることがある）聞きたさに新しい視聴者層の開拓にも成功した。
持ち物
主にインスタントカメラ や、似顔絵を描くためにスケッチブックとドローイングペン等を、ショルダーバッグまたはボディバッグ に入れて持ち歩いている。
恒例となっている散歩
毎年恒例として行っている散歩に、以下のものがある。
- 10月の第1週は、2015年9月28日の放送開始（第1回放送は「有楽町」編）から節目の時期にあたることから、その週は銀座・有楽町近辺を散歩するのが恒例となっており、その週の月曜日の放送では第1回放送の起点の場所である有楽町マリオン前を起点にスタートする。2020年を除き毎年行われている。
- 1月の第3週（高田の誕生日である1月21日前後）は高田の生誕記念として、出身地の調布市 を散歩するのが恒例となっている。

新型コロナウイルス感染症の対策
2020年6月15日放送（「金沢八景」編）以降の回では、新型コロナウイルス感染対策として、様々な配慮・工夫がとられている。
- 高田は散歩の際、ロケ再開時よりフェイスガードを着用していた。後にマウスシールドに変更するも、公共施設等を訪問する際になどに限りマスクを着用することもあった。しかしながら2021年以降、コロナの感染が急拡大した状況もあり、コロナ5類に移行するまでは常時マスクを着用していた。
- スタッフは最少人数でロケに帯同する。また、密を回避するため、ロケの際になるべく広い場所を選定して撮影を行う。

通常は原則5日間全て新作を放送するが、感染状況などに考慮して収録時間を短縮し放送日程が3～4日となった場合、残りの曜日を過去放送分の再編集版で穴埋めする際には、高田がその週のロケで最後に訪れた場所に残り、そこから引き続き収録を行う。
- 2020年6月18・19日は引き続き野島公園（17日放送回で散歩）で収録、これまでの放送で横浜中華街と三渓園を散歩した回を振り返った。
- 2020年6月26日は前日放送の神田明神の回で最後に立ち寄った店で収録、神田明神でのお薦めグルメについて紹介した。

### 「ものコンシェルジュ」
番組後半のロッピングライフ提供によるテレビショッピングコーナー。前番組の「ゆうゆう散歩 いいものさがし」より若干リニューアルされている。主に、番組おすすめの商品を主に販売している。
- コーナーMCは、新山千春と愛華みれが務める。また、アシスタントは「ものナビゲーター」と称し、日替わり担当となっている。なお、新山、愛華、「ものナビゲーター」ともに原則としてスタジオ出演だが、紹介する商品によってはロケで出演する場合もある。また、高田が商品プロデューサーを務めている商品（「Jシューズ」（リーガルとのコラボ）など）を紹介する回では、高田がVTR出演している。
- 商品説明VTRのナレーションは山本百合子が担当している。
- 2016年4月6日から6月15日まで、DoCLASSEとコラボしたファッションに特化した企画・「Do!ファッション」を水曜日に放送した。
- なお、本コーナーの派生番組として、関東ローカルにて火〜金曜日の早朝（月〜木曜日の深夜）帯など[注 16] で、本コーナーで取り上げた商品から厳選して紹介する通販番組『特選!ものコンシェルジュ』を2015年10月13日より放送している。本コーナーと同様に新山、愛華がMCを担当。BS朝日でも2015年10月12日より月曜日〜金曜日の早朝帯で放送されている。
- スペシャル版放送時にも拡大版として放送することがある。また『週刊!じゅん散歩』では当初原則挿入していなかったが、中期あたりから挿入されるようになった。なお『週刊!』内での放送は2021年10月31日（#29）を以てを終了した（→『東京トキメキ百貨店』に変更）。
- 本コーナーは、一部地域およびテレ朝チャンネル2の放送分では挿入していない。

### エンディング
最後のCM明けにエンディングテーマが流れるとともに、翌日（金曜日は翌週）の放送内容を一足早く紹介する。流れ（テロップ表示順）は以下の通り。
1. 上部分に明日の告知を表示、下平が「明日は○○を散歩します」とナレーション。下部分には提供クレジットをエンディング終了まで表示（テレ朝のみ）。
2. 右上に「エンディング曲（歌手名）『（曲名）』」[注 17]・「技術協力 TSP テイクシステムズ」・「衣装協力 …」と表示。
3. 右上に「制作  / tv asahi テレビ朝日映像 ロッピングライフ」と表示して終了。

## 出演者
- 高田純次（※『じゅん散歩』散歩人）[注 18]
- 新山千春（「ものコンシェルジュ」MC）
- 愛華みれ（「ものコンシェルジュ」MC）
- 宍戸開（「ニッポンめしあがれ」MC）[注 19]
- 榊原郁恵（「ニッポンめしあがれ」MC）[注 20]

過去
- ギャル曽根[16]
- 松本伊代[17]

### ものナビゲーター
（※日替わり出演）
- 櫻田彩子[注 21][注 22]
- 吉木由美[注 21]
- 武藤乃子[注 21]
- 西尾はるな[注 21]
- 黒住祐子[注 21]
- 西島まどか[注 21]
- 稲垣玲伊子

過去
- 高田景子[注 21][注 22]

### ナレーション
- 下平さやか
- 山本百合子[注 21]（「ものコンシェルジュ」担当）

## ネット局
| 放送地域   | 放送局         | 系列                          | 放送時間                 | ネット状況 | 脚注                |
| ---------- | -------------- | ----------------------------- | ------------------------ | ---------- | ------------------- |
| 関東広域圏 | テレビ朝日     | テレビ朝日系列                | 月 - 金曜日 9:55 - 10:25 | 制作局     | [ 注 23 ]           |
| 岩手県     | 岩手朝日テレビ | テレビ朝日系列                | 月 - 木曜日 9:55 - 10:25 | 同時ネット | [ 注 25 ]           |
| 山口県     | 山口朝日放送   | テレビ朝日系列                | 月曜日 11:10 - 11:35     | 遅れネット | [ 注 27 ]           |
| 愛媛県     | 愛媛朝日テレビ | テレビ朝日系列                | 土曜日 6:35 - 7:00       | 遅れネット | [ 注 28 ]           |
| 長崎県     | 長崎文化放送   | テレビ朝日系列                | 月曜日 10:54 - 11:16     | 遅れネット |                     |
| 福井県     | 福井放送       | 日本テレビ系列 テレビ朝日系列 | 月・火曜日 10:25 - 10:50 | 遅れネット | [ 注 29 ]           |
| 宮崎県     | 宮崎放送       | TBS系列                       | 火・水曜日 10:25 - 10:50 | 遅れネット | [ 注 30 ] [ 注 31 ] |

過去のネット局
| 放送地域 | 放送局            | 系列           | 放送時間             | 放送期間                                                     | 備考・脚注 |
| -------- | ----------------- | -------------- | -------------------- | ------------------------------------------------------------ | ---------- |
| 山形県   | 山形テレビ        | テレビ朝日系列 | 月曜日 14:55 - 15:20 | 2018年4月2日 - 2019年9月30日                                 |            |
| 新潟県   | 新潟テレビ21      | テレビ朝日系列 | 土曜日 15:55 - 16:25 | 2016年4月9日 - 2017年9月23日                                 |            |
| 富山県   | 北日本放送        | 日本テレビ系列 | 金曜日 10:25 - 10:50 | 2015年10月22日 - 2022年3月31日 2022年10月1日 - 2024年3月22日 | [ 注 32 ]  |
| 山梨県   | 山梨放送          | 日本テレビ系列 | 木曜日 9:55 - 10:20  | 2022年10月13日 - 2023年3月9日                                |            |
| 日本全国 | テレ朝チャンネル2 | 有料CS放送     | 水曜日 10:30 - 10:55 | 2015年11月6日 - 2017年9月30日                                | [ 注 33 ]  |

不定期ネット局
- 青森朝日放送
- 秋田朝日放送 - 主に水・木曜日 15:10 - 15:35[注 34]
- 東日本放送 - [注 35][注 36]
- 福島放送
- 長野朝日放送 - 2017年4月6日から9月29日までは 木 - 金曜日 10:03 - 10:23に放送されていた。2017年3月までと同年10月以降は不定期放送。
- 北陸朝日放送[注 37]
- 静岡朝日テレビ
- メ〜テレ - 不定期で土曜日午前枠で『じゅん散歩SP』として2本分放送[23]。2017年10月2日 - 2020年3月27日まで同時ネット[注 38]。
- 瀬戸内海放送 - 主に深夜枠で放送。
- 広島ホームテレビ
- テレビ高知（TBS系列） - 不定期で平日10:25 - 10:50の枠で放送。
- 九州朝日放送[注 26] - 主に金曜日・祝日（10:40 - 11:05）の枠で放送[注 39]。
- 大分朝日放送[注 26] - 主に平日午後枠で放送[注 40]。
- 鹿児島放送[注 26]
- 琉球朝日放送 - 主に特番時にネット。

### 本番組の編成に関する備考
- テレビ朝日及び同時ネット局では原則として年末年始の特別編成期間（12月31日〜1月3日）、ANN報道特別番組（主に重大事件・事故・自然災害・裁判）[注 41][注 42] や、全米オープンゴルフ（西海岸開催時の最終日）[注 43]や大型国際スポーツ大会（オリンピック等）と重複する場合を除き、祝日も含め毎日放送されている。なお、全米オープン中継は毎年6月[注 44]、最終日が日本時間の月曜日朝にあり[注 45]、9時55分時点で中継延長の場合は休止となる（9時55分以降も当初から中継が組まれている場合も同様）。
- 同時ネット局では日により別の回に差し替える場合があるほか、祝日は原則放送休止となる。また、夏の高校野球地方大会期間中も休止となる。
- 遅れネット局では特別編成を実施する場合は原則放送休止。また局側の編成の都合により、別の再放送番組やテレビショッピングなどに差し替える場合もある。
- 前2番組と異なり、本番組では1週間に亘って同一エリア・テーマで進行する関係上、休止発生となった放送回は一時的に未放送となり、レギュラー版の放送日程から一旦外れ、不定期スペシャル版である『じゅん散歩デラックス』での放送に移行されるが、レギュラー版の特別週実施時などで放送される場合もある。
- 全国高等学校野球選手権開会式（阪神甲子園球場から中継、朝日放送テレビ制作）[注 46]の当日は8:59 - 9:30に同中継を放送した後、続けて9:30からの拡大版で放送される。その場合は第1部を「じゅん散歩エクストラ」と題し、過去の総集編を放送した後に続けて、第2部として通常版を放送する。
- 同時ネット局[注 47]では字幕放送を行っている[注 48]。
- 同時ネット局以外では主にローカル枠にて不定期放送される場合が多く、局により30分前後での放送となる（「ものコンシェルジュ」は挿入しない）。
- 2023年現在までに一度も放送していない局・地域は、ANN系列局では北海道テレビ、朝日放送テレビ[注 49]、熊本朝日放送[注 26]の3局、系列局非所在地では鳥取県、島根県、徳島県、佐賀県の4県、そしてBS朝日がそれに該当する。

## 番組の歴史・できごと

### 2015年
- 9月28日 - 放送開始。第1回放送は「有楽町」を散歩した[注 50]。
- 9月28日 - 10月2日週
  - 放送第1週目は銀座界隈を散歩。
  - 通販コーナーもリニューアルし「ものコンシェルジュ」がスタート。新山千春と愛華みれをMCに起用。
- 11月6日 - テレ朝チャンネル2 ニュース・情報・スポーツにて全国放送を開始（週1回）。
- 11月9日 - 13日週 - 高田が東京23区を離れ、初の多摩（この週は吉祥寺・三鷹エリア）を散歩。
- 11月23日 - この日放送の「麻布十番」編にて、番組テーマ曲を歌うシンガーソングライターの槇原敬之がゲストとして参加[注 51]（番組初のゲスト）。槇原の書き下ろしによる新テーマ曲「一歩一会」をこの日の放送から使用開始。
- 11月30日 - 12月4日週 - 高田が東京を離れ、初の神奈川県（この週は横浜エリア）を散歩[注 52]。
- 12月19日 - 番組初のスペシャルかつ年末特番『じゅん散歩デラックス』（10:00 - 11:45、関東ローカル、スペシャルサタデー枠）を放送。
- 12月28日 - 30日週 - 高田が関東を離れ、初の山梨県（富士山周辺）を散歩。2015年最後の放送週となる3日間を「富士山スペシャル」として放送した。

### 2016年
- 1月18日 - 22日週 - 高田の誕生日（1月21日が誕生日）を祝い、郷里である調布エリアを散歩。以降、「バースデー散歩」と称して毎年の恒例となる。
- 1月25日 - 29日週 - 高田が初の埼玉県（この週は川越エリア）を散歩。
- 3月28日 - 4月1日週 - 高田が初の静岡県[注 53]（この週は下田・河津エリア）を散歩。
- 4月4日 - 4月8日週 - 高田が初の千葉県（この週は勝浦・鴨川エリア）を散歩。
- 4月6日 - 「ものコンシェルジュ」の新企画として、水曜日を「Do!ファッション」と題してスタート（6月15日まで）。
- 4月15日 - この日放送予定の「志茂」編は、前夜に熊本県[注 54][注 26]で発生した熊本地震に伴い『ANN報道特別番組 熊本県で震度7』（実質的には『羽鳥慎一モーニングショー』を別途拡大）放送のため急遽放送を休止。本番組では初となる報道特別番組による休止となった。この影響で、「志茂」編は一時未放送（お蔵入り）となり3か月遅れて『じゅん散歩デラックス』第2弾の中で放送。
- 4月29日 - この日放送の「ものコンシェルジュ」に、高田がVTR出演。番組で使用する靴として、高田と番組のプロデュースによりリーガルコーポレーションと共同開発した靴「Jシューズ」を発表・販売[注 55]。
- 5月13日 - 番組初の書籍化となる「ブルーガイド・ムック じゅん散歩」（実業之日本社）が発売。
- 7月25日 - 7月29日週 - 高田が東海3県初となる三重県（この週は伊勢志摩エリア）を散歩。
- 7月30日 - 『じゅん散歩デラックス』第2弾で、メインとなった「テレ朝夏祭り」編（ダイジェスト版）にて、ナレーションを務める下平さやかがゲストとして参加。初の顔出しとなる。更に下平の案内でテレビ朝日のアナウンス部を訪問した[注 56]。
- 8月8日 - 8月12日週 - この週は「テレ朝夏祭りスペシャルウィーク」として、「テレ朝夏祭り」編の完全版と、周辺地域（麻布十番、西麻布など）を散歩した回の再編集版を放送。ただし、10日はリオデジャネイロオリンピック中継（競泳・男子200mバタフライ決勝ほか、9:00 - 12:15）の為休止。
- 10月22日 - 『じゅん散歩デラックス』第3弾を、本番組の放送1周年及び散歩シリーズ開始10周年記念スペシャル『じゅん散歩超デラックス〜若大将とまさかの爆笑ゆうゆう散歩 ちい散歩から10年!名場面も一挙公開〜』として放送。メイン企画として、高田と2代目散歩人を務めた加山雄三による新旧散歩人のコラボ散歩が行われ、浅草と丸の内近辺を散歩した。また、初代散歩人・地井武男を偲ぶ特別コーナーも放送された[28]。
- 10月31日 - この日より『ワイド!スクランブル・第1部』の開始時間が5分繰り上げ拡大に伴い、本番組の放送時間を縮小。9:55 - 10:25の放送となる。
- 11月7日 - 11日週 - 高田が初の茨城県（この週は水戸・大洗エリア）を散歩。
- 11月10日 - 番組公式LINEスタンプ「高田純次の飛び出す!じゅん散歩スタンプ」発売[29]。
- 12月17日 - 『じゅん散歩デラックス』第4弾を、前年に続き2回目となる年末スペシャル『じゅん散歩歳末デラックス』として放送。

### 2017年
- 1月4日 - この日の「成田山・表参道」編が2017年最初の放送となった。この週は3日間にわたり成田山新勝寺までの周辺を散歩[注 57]。
- 2月18日 - 『じゅん散歩デラックス』第5弾を、高田の古希を祝して『じゅん散歩 純ちゃん生誕70年デラックス〜思い出の街歩きで見つけた爆笑人生一歩一会〜』として放送。メイン企画として、高田の劇団東京乾電池時代からの盟友であり親友の柄本明（俳優）と共に新宿近辺を散歩した。
- 3月23日 - この日は『2017 ワールド・ベースボール・クラシック・決勝戦』中継（「アメリカ対プエルトリコ」、10:21 - 14:00・当初予定より60分延長。ただし、9:55 - 10:21に『直前情報』も別途放送）のため休止となった。なお、この週は通常の統一テーマとは異なり、前半（20・21日、神楽坂〜奥神楽坂）と後半（22・24日、麹町〜番町）の2部に分けて散歩。
- 4月17日 - 当番組と『帰れまサンデー』とのコラボレーションによるゴールデン全国ネット特番『高田純次&タカアンドトシ じゅん散歩コラボSP 春の鎌倉でばったり出会えるまで帰れない旅』（19:00 - 20:41）を放送（→参照）。
- 4月24日 - この日の「山手・元町」編で、番組で使用するバッグとして、高田と番組のプロデュースによるキタムラと共同開発したバッグ「高田純次プロデュース イタリアンレザーお散歩バッグ」を発表。当日の「ものコンシェルジュ」で、同時に開発した「高田純次プロデュース キタムラ 牛革ボディバッグ」と共に販売[注 58]。
- 7月7日 - この日の「春日部（西口）」編にて、クレヨンしんちゃんとの相互コラボレーションにより、野原しんのすけがゲストとして友情出演。同日放送の同作で、高田が本人役でアニメキャラクターとして登場並びに声の出演もする旨[注 59]を宣伝したほか、「しんのすけ」が下平と共にナレーションを担当した。また、マップの高田のアイコンが特別にアニメキャラクター仕様に変更された。
- 7月29日 - 『じゅん散歩デラックス』第6弾を、『じゅん散歩 夏祭りデラックス』として放送。メインとなった「麻布十番〜テレ朝夏祭り」編にて、下平とテレ朝夏祭り会場で遭遇。2度目の顔出しとなる[注 60]。
- 8月8日 - この日は「第99回全国高校野球選手権・開会式」中継終了後、『じゅん散歩エクストラ ふれあい夏祭り傑作選』と題して、9:30からの拡大版で放送。前半（9:30 - 9:55）は「麻布十番〜テレ朝夏祭り」編の未公開シーンや「ふれあい名場面集」を、続く後半（通常枠）では「浅草橋」編を放送した[注 61]。
- 9月25日 - 29日週 - 高田が九州地方初となる福岡県（この週は北九州エリア）を散歩。門司港レトロ地区や小倉北区の旦過市場などを散策。
- 10月2日 - 放送3年目に突入。この日より名古屋テレビでも同時ネット開始。
- 12月17日 - 当番組と『路線バスで寄り道の旅』とのコラボレーションによるゴールデン全国ネット特番『路線バスで寄り道の旅×じゅん散歩SP』（18:57 - 21:00）を放送[31]。
- 12月30日 - 『じゅん散歩デラックス』第7弾となる年末特番『じゅん散歩歳末超デラックス 〜若大将と爆笑歩き納め 2017名珍場面も一挙総決算〜』を放送（10:25 - 11:45）。前年10月の第3弾に続いてゲストに先代散歩人の加山雄三が登場、今回は秋葉原と神田近辺を散歩した[32]。

### 2018年
- 1月4日・5日 - 2018年最初の放送となった2日間は、初の栃木県（この週は日光エリア）の散歩[注 62]。
- 3月30日 - 金曜日終盤で放送している茨城県のインフォマーシャル『磯山さやかの旬刊!いばらき』が、この日の放送をもって7年の歴史に幕。
- 4月6日 - 『磯山さやかの旬刊!いばらき』に替わる茨城県の新インフォマーシャルとして、『カミナリの「たくみにまなぶ」〜そういえば茨城ばっかだな!〜』をこの日から放送開始。
- 10月15日・16日 - 高田が東京ディズニーリゾート（15日は東京ディズニーランド、16日は東京ディズニーシー）を散歩[注 63]。
- 10月31日 - 11月2日 - 「じゅん散歩 秋の芸術祭」と題して放送されたこの週の後半3日間[注 64] は、番組史上初の海外ロケとして、高田が ノルウェー・オスロを訪れ、ムンクゆかりの場所を散歩した[33]。
- 11月18日 - 前年に続き、当番組と『路線バスで寄り道の旅』とのコラボレーションによるゴールデン全国ネット特番の第2弾となる『路線バスで寄り道の旅×じゅん散歩SP 2018』（18:30 - 21:00）が放送された。
- 12月3日 - 7日週 - 高田が初の長野県（この週は長野市と小布施町）を散歩[注 65]。
- 12月24日 - 28日週 - この週は「じゅん散歩 歳末大感謝祭」と題して、2018年の名珍場面集を放送した。
- 12月29日 - 恒例の年末特番『じゅん散歩歳末DX 一歩一会2018爆笑名場面総決算!』（10:00 - 11:40、関東ローカル）を放送。この時点で唯一未放送だった「下北沢」編を初放送し、未放送分も含め年内予定分を全て消化した。なお、この回が平成最後のスペシャル版となり、また、次の土曜日放送は2020年5月9日の『じゅん散歩DX2020春』（後述）まで1年5か月の期間を要することとなる。

### 2019年
- 1月4日 - 2019年最初の放送となったこの日は「新春おみくじスペシャル」と題して放送された。この年は高田が年男[注 66] の為、干支である猪の被り物で登場。上野・アメ横にある摩利支天徳大寺、浅草の江島神社、門前仲町の成田山深川不動堂などの開運スポットを巡った。このうち江島神社では高田がおみくじで「凶」を引いた[34]。
- 4月29日 - 平成最後の放送となったこの日は「さよなら平成散歩」として、高田が両国・江戸東京博物館を訪れた。
- 4月30日・5月1日 - 平成最後の日並びに令和施行に伴う関連行事に絡み、30日は『羽鳥慎一モーニングショー』（同日18時30分より同番組主催の特番あり）、1日は『大下容子ワイド!スクランブル・第1部』をそれぞれ拡大放送した関係上、2日間放送休止となった（2日間にわたる放送休止は年末年始を除き初[注 67]）。
- 5月2日 - 令和最初の放送。この日は東京スカイツリー周辺を散歩した[注 68]。
- 7月28日 - 令和初、かつ日曜初放送となるスペシャル版『サンデーじゅん散歩』（SP通算第9回）をこの日「スペシャルサンデー」枠（10:00 - 11:50、以下「スペサン」と記す）にて放送。この回では上野・御徒町の散歩を中心に放送したほか、未放送だった「新御徒町」編を初放送した。
- 8月5日週 - この週はスペシャルウィーク「じゅん散歩 真夏の感謝祭」と題し、特別編を放送。
- 8月6日 - この日は「第101回全国高校野球選手権・開会式」中継終了後、9:30からの拡大版で放送した。第1部は「じゅん散歩エクストラ」として、番組開始から現在までの4年間の名珍場面を放送し、第2部は通常放送（真夏の感謝祭）として放送した。
- 8月19日週 - 高田が東海3県で2県目となる愛知県、メ～テレの本社所在地である名古屋市を初散歩[注 69]。
- 9月1日 - 日曜スペシャル版『サンデーじゅん散歩』第2弾（SP通算第10回）をこの日「スペサン」枠にて放送。今回は東京・多摩エリアでの散歩を中心に放送したほか、「国立」編を初放送した。
- 9月2日週 - 高田が北陸3県初となる石川県金沢市近辺を散歩[注 70]。
- 9月22日 - 日曜スペシャル版『サンデーじゅん散歩』第3弾（SP通算第11回）をこの日「スペサン」枠にて放送。
- 10月21日週 - この週は22日に即位の礼が行われるのに伴い、高田が皇居周辺を散歩。21・22日の両日は「祝賀御列の儀」（11月10日に開催[注 71]）のパレードコース（皇居外苑〜赤坂御所）を散歩した。
- 11月10日 - 日曜スペシャル版『サンデーじゅん散歩』第4弾（SP通算第12回）をこの日「スペサン」枠にて放送。
- 11月24日 - 日曜スペシャル版『サンデーじゅん散歩』第5弾（SP通算第13回）をこの日「スペサン」枠にて放送[注 72]。
- 12月2日週 - 高田が東北地方で初となる岩手県盛岡市、花巻市、平泉町を散歩[注 73][注 74]。
- 12月8日 - 日曜スペシャル版『サンデーじゅん散歩』第6弾（SP通算第14回）をこの日「スペサン」枠にて放送。
- 12月30日 - 恒例の年末特番『じゅん散歩歳末デラックス〜令和も失礼ぶっこきました!笑い納め2019〜』（9:55 - 11:45）を放送。

### 2020年
- 1月6日 - 2020年最初の放送となったこの日の「神宮の杜」の回では、ゲストの隈研吾（建築家）とともに、完成したばかりの国立競技場（隈が設計）からその周辺を散歩した。
- 1月7日〜10日 - 東京オリンピック開催まであと200日を切った（当時）[注 75] この週は「2020年の○○」として、有明、台場、辰巳といった五輪にちなんだ場所を散歩。最終日（10日）は「2020年の東京」と題して、五輪開催を目前にした東京の上空をヘリコプターで巡り、空から見た東京の風景を堪能した。
- 1月12日 - 当番組と『路線バスで寄り道の旅』とのコラボレーションによるゴールデン全国ネット特番『路線バスで寄り道の旅×じゅん散歩新春SP2020』（18:30 - 20:00）を放送[35][36]。
- 1月20日週 - 高田の誕生日の恒例となった調布散歩を放送。20日・22日放送回では荒木大輔（元プロ野球選手〈ヤクルト→横浜投手〉、北海道日本ハムファイターズ二軍監督兼投手コーチ）とともに調布（20日）・深大寺（22日）を散歩。最終日となる24日は「2020年の調布」と題し、東京オリンピック開催に沸く調布の各所を散歩した。
- 1月26日 - 日曜スペシャル版『サンデーじゅん散歩』第7弾（SP通算第16回）をこの日「スペサン」枠にて放送。
- 2月14日 - 番組テーマ曲を担当していた槇原に関する報道を受け[37]、この日放送の「信濃町」から28日放送の「白金北里通り」まで11回放送分において、オープニングテーマをビートルズの「ヒア・カムズ・ザ・サン」のカバー（シェリル・クロウ）に差し替え[38]、同時に、劇伴BGMの一部も変更となる。
- 3月2日～6月30日 - この期間のみ、オープニングテーマ曲が週替わりとなり、高田が選曲する形式となる（参照）。
- 3月16日週 - この週のテーマは「東京駅」。16日の「東京駅」編と20日の「東京駅 パン巡り」編は、プロ野球選手の長野久義[注 76] と、テレビ朝日アナウンサー角澤照治[注 77] の2名をゲストに迎え、駅構内および周辺の店舗（大丸東京店、KITTE丸の内など）を練り歩いた。高田のリクエストで、長野自ら食リポも行った。
- 3月23日週 - この週はスペシャルウィーク「じゅん散歩 春の感謝祭」と題し、特別編を放送。
- 3月26日 - この日を最後にメ〜テレでの同時ネットを終了。
- 3月30日週 - 高田が関西初となる、兵庫県神戸市を散歩[注 78][注 79][注 80]。
- 4月1日 - この日より岩手朝日テレビで同時ネット開始。
- 4月13日 - この日放送の「赤羽」編より収録日をテロップで表示[注 81][注 82]（6月5日放送の「横浜・天王町」編まで）。
- 5月4日週 - この週はスペシャルウィーク「じゅん散歩 GW感謝祭」と題し、特別編を放送。また9日には週末スペシャル版『じゅん散歩デラックス 2020春』（SP通算第17回。10:30 - 11:40、関東ローカル）を編成[注 83]。この週は月〜土曜、過去最長となる6日間連続で特別版が放送された。
- 5月16日 - ダイジェスト版『週刊!じゅん散歩』（10:30 - 11:40、関東ローカル、不定期）を放送開始（→こちらを参照）。
- 5月22日 - この日放送の「浅草グルメ」の回のVTR最後に、高田の孫が描いた風景画が特別に紹介された。
- 5月25日週 - この週はスペシャルウィーク「じゅん散歩 青葉の感謝祭」と題し、特別編を放送。週間オープニングテーマには坂本九歌唱の「上を向いて歩こう」（永六輔作詞、中村八大作曲）が使用された（高田による選曲制になって以降、邦楽が選曲されたのは初）。
- 6月1日週 - この週は横浜市を散歩、1・2日放送では元町・みなとみらいをゲストの中澤佑二（元プロサッカー選手[注 84]・サッカー日本代表）と満喫した[40] ほか、3日放送では当時アソビルで開催中だった「バンクシー展～天才か反逆者か～」（3月15日～10月4日[注 85]）を観賞した[41]。
- 6月8日週 - この週はスペシャルウィーク「じゅん散歩 初夏の感謝祭」と題し、特別編を放送。
- 6月15日～17日 - この週は横浜市金沢区（金沢八景、金沢文庫、野島公園）を散歩。なお、新型コロナウイルスによる影響で一時収録休止となっていたため[注 86]、通常ロケ再開後初の散歩となった。なお、この週は収録時間が短縮されたため、18日・19日は過去放送分の再編集版（18日「横浜中華街」編、19日「三渓園」編。両日とも高田が野島公園から出演）を放送した。
- 6月22日～25日 - 上野公園エリア（22日～24日）および神田明神（25日）を散歩。なお、前週と同様収録時間短縮により、26日の「神田明神グルメ」の回は過去放送分を再編集したものを放送（25日放送回で高田が訪れた店で引き続き収録）した。
- 7月1日 - この日放送の「目白台」の回よりオープニング映像を一新。斉藤和義による新テーマ曲「純風」を使用開始[11][15]。なお前日（6月30日）放送にて楽曲の一部が初公開された[42] 他、斉藤によるVTRコメントも放送された。
- 7月6日週 - この週は「湖畔ウィーク」と題し、神奈川県相模原市の湖畔（相模湖、宮ヶ瀬湖ほか）を散歩した。
- 7月20日週 - この週は「アート」をテーマに、美術・芸術に関係する場所を散歩。有楽町「相田みつを美術館」（23日放送）、目白「切手の博物館」（24日放送）などを訪問した。なお24日の「目白」編VTR終了後に、高田出演のドラマ『西村京太郎トラベルミステリー72 十津川警部のラストラン』（7月26日放送[注 87]）の番宣を高田自ら行った。
- 8月3日週 - この週は東京ベイエリアを中心に散歩。4日・5日の放送では東京ウォータータクシーに乗る予定だったが強風で運航中止[注 88] となったため、映像視聴によるバーチャルクルーズに変更となった。6日放送の「豊洲」編では為末大に遭遇した。
- 8月10日～13日 - 94年の歴史を誇る老舗遊園地「としまえん」（練馬区）の閉園（8月31日）[注 89] を前に、同遊園地を散歩、4日間に亘り「さよなら!としまえん散歩」と題して特集放送。最末期のアトラクション全種を設置年付きで紹介したほか、過去のユニークな広告ポスターも一部紹介し、最終日には記念グッズを購入した[注 90]。また14日放送[注 91] のVTR終了時（茨城県PRの前）にはとしまえんを描いた挿絵が紹介された。
- 8月31日週 - 高田が神戸（3月30日週）に続き関西2区目となる京都を散歩[注 92][注 93][注 79][注 80]。
- 9月7日週 - この週は「谷中七福神巡り」と題して、上野→谷中→田端を散歩した。
- 9月14日 - 高田がこの日の放送で新宿を散歩、かつて生放送出演のため通っていたスタジオアルタ（現：アルタシアター）があった新宿アルタを訪問した[注 94]。
- 9月28日週 - 番組開始から5周年を迎え、それを記念して、1週間に亘り「東京バスツアー」と題し、高田が東京都内をはとバスに乗車して巡った。
- 10月4日 - 番組開始から5周年を記念して、スペシャル番組『じゅん散歩5周年デラックス!純ちゃん毎朝お疲れさんポ 純風満帆今日も行く!』（13:55 - 16:15）を放送した。
- 11月9日週 - この週は高田が初の北海道上陸。札幌、小樽、北広島の3エリアを散歩[注 95][注 96]。
- 12月26日 - 番組開始から5周年を記念して、スペシャル番組『祝5周年!じゅん散歩DX 一歩一会1300日爆笑名場面!』（6:00 - 8:00）を放送した（早朝枠での放送は初）。
- 12月29日 - 恒例の年末特番『じゅん散歩歳末DX 激動2020 まことに失礼ぶっこきました!』（9:55 - 11:45）を放送。

### 2021年
- 1月4日週 - 新年最初の放送となったこの週は、横浜（桜木町・元町・横浜駅前・日ノ出町・関内）を散歩した。
- 1月11日 - この日放送の「代官山」編より再度収録日をテロップで表示[注 97]。
- 1月25日週 - 高田が2017年（北九州）以来2度目の九州上陸となる大分県[注 98][注 26]を散歩[注 99]。
- 2月1日週 - 高田が2016年11月以来2度目となる茨城県（取手市と牛久市）を散歩した。
- 2月23日～2月25日 - この週は上野を散歩、ゲストとして俳優の井浦新が登場。24・25日の放送では東京国立博物館を訪問した[43]。
- 3月26日 - 金曜日終盤で放送された茨城県のインフォマーシャル『カミナリの「たくみにまなぶ」』がこの日、3年間に亘る放送を終了。
- 4月2日 - 『カミナリの～』に替わる茨城県の新インフォマーシャルとして、『いばらき推し』をこの日から放送開始[44]。
- 4月26日週 - この週は川崎市生田などを散歩、26日・29日・30日の放送には井浦新が2回目のゲスト参加。最終2日間は岡本太郎美術館を訪問した[45]。
- 5月3日週 - この週は横浜市を散歩、斉藤和義がゲストとして参加[注 100]。また、3日の「ものコンシェルジュ」では高田プロデュースによる「Jシューズ」の新作を紹介した。
- 7月14日 - この日は『MLBオールスターゲーム2021』（9:55[注 101] - 12:45、衛星生中継）[注 102]のため休止[46]。これに伴い、同日放送予定の「八王子」編は2022年3月25日の「春の感謝祭」最終日に放送された。
- 7月19日 - この日は東京オリンピック開幕（23日）直前特集として「スポーツ一歩一会」と題し、スポーツに関連した散歩の名珍場面を放送した。
- 7月27日 - この日放送の「西武球場前」編でメットライフドームを訪問、収録日（5月28日）に行われたプロ野球交流戦「埼玉西武ライオンズ×阪神タイガース」戦の試合前に西武・辻発彦監督に遭遇。また、西武球団職員から高田に西武のレプリカユニフォーム（背番号74[注 103]）がプレゼントされた。
- 8月10日 - この日は2年ぶりに開催の第103回全国高等学校野球選手権大会（阪神甲子園球場）開会式中継（朝日放送テレビ制作、8:59 - ）終了後、9:30より『じゅん散歩 真夏の感謝祭拡大スペシャル』と題して1時間拡大版で放送、前半はこれまでの総集編、後半は通常版（「池袋」編②）の2部構成[注 104]。
- 11月8日 - この日放送の「神宮外苑」編で明治神宮野球場を訪問、収録日（9月28日）に行われた「東京ヤクルトスワローズ×横浜DeNAベイスターズ」の試合前にヤクルト・高津臣吾監督に遭遇した[注 105]。
- 11月9日～12日 - 4日間にわたり「東京バスツアー」編として、2021年に話題となった東京都内の名所をはとバスのオープントップバスに乗車して巡回した。東京オリンピックの会場となった施設をはじめ、再開発が進む渋谷やお台場などを巡った。この週の放送で『ちい散歩』の放送期間である6年1か月1週を抜き、散歩シリーズ最長を更新した。
- 11月30日～12月2日 - この週は杉並区界隈を散歩、ゲストとして俳優の要潤が登場し、阿佐ヶ谷～東高円寺～高円寺にて"Wじゅん散歩"を展開した[47][48]。
- 12月30日 - 恒例の年末特番第7弾『じゅん散歩歳末DX 純次と良純! 絶景渋谷珍道中! 朝からザワつく失礼ぶっこき傑作選』を放送（8:00 - 9:30）。ゲストに石原良純（俳優）が登場（前日放送から引き続き出演）、渋谷界隈を散歩した[49][50]。

### 2022年
- 1月4日週 - 新年最初の放送となるこの週は「寅年」にちなみ、映画『男はつらいよ』シリーズの主人公「車寅次郎」（渥美清）の出身地であり映画の舞台である柴又エリアを散歩[注 106]。初日（4日）の「柴又」編冒頭にて高田が紋付袴姿で登場して[注 107]新年の挨拶をし、スタッフと少々会話をした後、通常の散歩に入った。
- 1月17日週 - 高田の75歳の誕生日（21日）を記念し、恒例の調布散歩を1週間にわたって放送。最終日の21日には高田の出身地である国領町を散歩した。
- 1月31日週 - 高田が前年の大分に続き3度目の九州上陸となる長崎県[注 108][注 26]を散歩[注 109]、長崎市内や軍艦島[注 110]、大浦天主堂[注 111]、グラバー園[注 111]、長崎新地中華街、稲佐山といった名所を訪れた。
- 2月6日 - 高田の75歳記念としてスペシャル『じゅん散歩 祝75歳デラックス』をこの日「サンデープレゼント」（13:55 - 15:20）枠にて放送[51]（福島放送へも同時ネット）。
- 3月21日週 - この週はスペシャルウィーク「じゅん散歩 春の感謝祭」と題し、特別編を放送。
- 3月28日週 - 高田が初の四国上陸となる愛媛県[注 112]を散歩。今回は松山市（松山城、道後温泉など）および新居浜市を散歩した。
- 4月29日 - この日放送の「ものコンシェルジュ」に高田がVTR出演、高田と番組のプロデュースによりリーガルコーポレーションと共同開発した靴「Jシューズ」第2弾を発表・販売。
- 8月8日週 - この週はスペシャルウィーク「じゅん散歩 夏の感謝祭」と題し、特別編を放送。
- 10月７日 - この週から「午後もじゅん散歩」(金曜日、13:54 - 14:52)が放送開始。
- 11月28日 - 『FIFAワールドカップ 2022・グループE　 日本 ×  コスタリカ』を録画中継放送[注 113]（9:55 - 11:55）のため休止。
- 12月30日 - 恒例の年末特番『じゅん散歩歳末デラックス』を放送。ゲストに高橋英樹を迎え丸の内・八重洲を散歩した。

### 2023年
- 1月4日〜1月6日 - この年の最初の週は神田明神、岩本町、浅草橋の散歩から始まった。
- 3月20日週 - この週はスペシャルウィーク「じゅん散歩 春の感謝祭」と題し、特別編を放送。
- 8月7日週 - この週はスペシャルウィーク「じゅん散歩 夏の感謝祭」と題し、特別編を放送。
- 12月18日〜12月19日 - ゲストに後藤久美子を迎え、渋谷を散歩した。
- 12月30日 -　恒例の年末特番『じゅん散歩歳末デラックス』を放送。関根勤をゲストに浅草を散歩した。

### 2024年
- 1月4日週 - 2024年初歩きは門前仲町からであった。
- 3月18日週 - この週はスペシャルウィーク「じゅん散歩 春の感謝祭」と題し、特別編を放送。
- 4月29日〜4月30日、5月3日　- ゲストにジェシー（SixTONES）を迎えて新橋、芝公園、銀座を散歩した。
- 8月12日 - イタリア人俳優のエドアルド・スフェレッラ（Edoardo Sferrella）がゲストとして出演。
- 8月15日 - 夏の感謝祭「初公開さんぽ一歩一会」で、休止により未消化になっていた「佃」と「野方」が放送された。
- 11月6日 - 2024年アメリカ合衆国大統領選挙実施に伴い、『大下容子ワイド!スクランブル』を拡大したため、休止[52]。
- 12月2日〜12月3日 -　ゲストに12月2日は岸部一徳、12月3日は勝村政信をそれぞれ迎え上野を散歩した。
- 12月29日 -　恒例の年末特番『じゅん散歩歳末デラックス』を放送。寺尾聰をゲストに横浜・元町と中華街を散歩した。

### 2025年
- 1月6日週 - 2025年初歩きは巳年にちなみ、白蛇さまの神社である蛇窪神社などがある品川・中延からであった。
- 3月10日週 - この週はスペシャルウィーク「じゅん散歩 春の感謝祭」と題し、特別編を放送。
- 4月7日、4月10日　- ゲストに荒川静香を迎えて吉祥寺を散歩した。
- 4月14日週 - 広島県へ。広島の中心街に宮島そして横川と散歩した。
- 7月16日 - 『MLBオールスターゲーム2025』を生中継（9:00 - 12:00[注 114]）のため休止。

## 散歩コース
高田が番組で歩いた散歩コースに、以下のものがある（エリアによっては複数回訪れている場合もある）。ただし、放送回によっては特別な名称（例「○○グルメ」など）がついている場合もあるが、それも含めて記載する。

### 東京

#### 多摩地区
昭島（昭島、東中神）、あきる野（秋川渓谷（水の里、グルメ））、稲城（若葉台）、青梅（青梅（昭和の街、文学の街）、御岳渓谷）、青梅街道、国立（国立、谷保、イタリア巡り）、小金井（東小金井、武蔵小金井）、国分寺（国分寺、国分寺駅北口、恋ヶ窪、鷹の台、西国分寺）、小平（小平）、狛江（狛江）、立川（立川駅<南口>、国営昭和記念公園、砂川七番、立川立飛、玉川上水、多摩川緑地、グルメ）、多摩（聖蹟桜ヶ丘、多摩センター、多摩動物公園）、調布（調布（映画の街、新）、京王多摩川、国領町、柴崎、深大寺（周辺、そば巡り）、仙川、つつじが丘、西調布、布田）、西東京（田無、東伏見、ひばりが丘）、八王子（八王子、北八王子、西八王子、高尾山、多摩モノレール通り）、羽村、東久留米、日野 （日野、高幡不動、豊田、万願寺、百草園）、檜原村、府中（府中、ラグビーグルメ）、福生（福生駅<西口>）、町田（町田（周辺、ラーメン巡り）、玉川学園前、南町田（周辺、グルメ））、三鷹（三鷹、井の頭公園、下連雀、三鷹台）、武蔵野（吉祥寺（周辺、カフェ巡り）、武蔵境）

### 関東・甲信越（東京以外）

#### 神奈川
横浜
横浜駅（西口、東口）、青葉区（あざみ野、江田、寺家町、たまプラーザ、藤が丘）、伊勢佐木町、大倉山、金沢区（金沢八景、金沢文庫、野島公園）、関内、菊名（菊名駅、妙蓮寺）、桜木町、三溪園、新横浜、高田、反町、綱島、鶴見区（鶴見、生麦）、天王町、白楽、仲木戸、日ノ出町、本牧、みなとみらい、三吉橋通り商店街、元町、中華街、山下公園、山手、横浜橋通商店街、横浜ベイブリッジ、夜の横浜、バスツアー
川崎
川崎駅（西口、東口）、川崎区（京急川崎、川崎大師、小田栄、キングスカイフロント、東扇島）、麻生区（新百合ヶ丘）、幸区（南部市場、リバーサイド）、高津区（梶が谷、溝ノ口）、多摩区（生田、岡本太郎美術館、宿河原、登戸、向ヶ丘遊園）、中原区（新丸子、武蔵小杉、元住吉）、宮前区（鷺沼、宮崎台、宮前平）、工場地帯（夜景）、港町
横須賀
横須賀駅、横須賀中央、ドブ板通り、平成町、夜の横須賀
相模原
中央区（淵野辺）、緑区（相模湖、津久井湖、宮ヶ瀬湖）、相模川、ラーメン巡り
厚木
本厚木
大和
中央林間
鎌倉
鎌倉（鎌倉駅周辺、朝ごはん）、大町、二階堂、金沢街道、由比ガ浜・材木座、長谷、大船、北鎌倉、腰越、七里ヶ浜、鎌倉山、江ノ電、大河巡り
小田原
小田原駅、小田原城、小田原漁港、東海道小田原宿、かまぼこ通り
湘南
逗子（逗子、東逗子）、葉山、茅ヶ崎（サザン通り、雄三通り）、藤沢（藤沢、片瀬江ノ島、鵠沼海岸、辻堂、江の島（周辺、グルメ）、新江ノ島水族館）、海老名（海老名駅、海老名SA、ストロベリーロード）
箱根
芦ノ湖、箱根湯本（周辺、箱根グルメ）、宮ノ下、ホテル巡り

#### 埼玉
さいたま
浦和区（浦和、北浦和）、大宮区（大宮、氷川神社、鉄道博物館）、北区（盆栽町）、中央区（さいたま新都心、与野、与野本町）、緑区（埼玉スタジアム、東浦和）、南区（中浦和、武蔵浦和）
川越
川越、本川越、川越城、芋グルメ、大人の川越
所沢
所沢、航空公園、小手指、サクラタウン、狭山湖、西武園ゆうえんち、西武球場前、西所沢、東所沢
その他
朝霞、入間、春日部（春日部駅、地下神殿、日光街道）、川口（川口駅、西川口、鳩ヶ谷、植木の町）、熊谷（熊谷駅、鎌倉、妻沼聖天山、利根川）、行田、越谷（越谷、越谷レイクタウン）、志木、草加、東武動物公園、戸田（戸田公園）、羽生、深谷、和光市、蕨

#### 千葉
千葉
稲毛区（稲毛、稲毛海岸）、中央区（千葉駅、千葉寺、千葉公園、千葉みなと、千葉港巡り）、幕張（幕張、海浜幕張、新都心、ベイエリア）、花見川区（検見川）
船橋
船橋、船橋港、船橋漁港、下総中山、西船橋、南船橋
浦安
浦安、新浦安、舞浜駅北口、東京ディズニーリゾート（東京ディズニーランド、東京ディズニーシー）
その他
市川（市川、市川真間、江戸川、行徳、本八幡）、印西（印西、印西牧の原、千葉ニュータウン、せんべいの町、京成酒々井）、柏（柏、柏の葉キャンパス、豊四季）、勝浦（勝浦朝市、勝浦港）、鴨川（安房鴨川、安房小湊、太海）、木更津（木更津、アクアライン<海ほたる>、祇園）、君津（久留里）、佐倉(ユーカリが丘、京成佐倉、印旛沼）、袖ケ浦、館山（館山、船形、房総フラワーライン、グルメ）、銚子（銚子（駅周辺、グルメ）、犬吠埼、銚子漁港、本銚子）、流山（流山、流山おおたかの森）、習志野（津田沼、谷津）、成田（成田山（表参道、新勝寺境内））、野田（野田（市街、枝豆巡り）、こうのとりの里、清水公園、関宿）、富津（内房竹岡、マザー牧場）、松戸（松戸（駅周辺、ラーメン巡り）、北小金、二十世紀が丘、矢切）、南房総（千倉）

#### 茨城
牛久（牛久、女化、カッパ巡り）、大洗、笠間、つくば（つくば、筑波山、筑波大学）、土浦（霞ヶ浦、土浦）、取手（取手、米菓子巡り）、ひたちなか（那珂湊）、水戸

#### 栃木
日光（日光駅、日光東照宮）

#### 長野
長野（長野駅、善光寺）、小布施、軽井沢

#### 山梨
忍野、富士河口湖（河口湖）、富士吉田

### 東日本（北海道・東北）

#### 北海道
札幌（市内、大倉山）、小樽（市内、グルメ）、北広島

#### 岩手
盛岡（盛岡駅、盛岡町家）、花巻（花巻駅、賢治巡り）、平泉中尊寺

### 中部地方（東海・北陸）

#### 静岡
熱海（熱海、海岸、昭和）、伊東（伊東、宇佐美）、河津（河津川、河津七滝）、下田（伊豆急下田）、西伊豆、沼津、東伊豆（稲取）

#### 愛知
名古屋（名古屋、名古屋城、名古屋港水族館、熱田神宮、栄、大須）

#### 三重
伊勢（伊勢神宮、おかげ横丁、河崎、二見町）、志摩（大王町）

#### 石川
金沢（金沢、金沢城公園、兼六園、アート、グルメ）

### 近畿

#### 京都
京都（嵐山、鴨川、西陣、仁和寺、京都水族館、哲学の道）

#### 大阪
大阪、吹田

#### 兵庫
神戸（神戸（芸術の街）、新神戸、ベイエリア、王子動物園）

### 西日本（中国・四国）

#### 島根
出雲（出雲大社）、一畑電車、松江

#### 広島
広島（広島、横川）、廿日市市（宮島）、尾道、しまなみ海道

#### 愛媛
松山（松山、道後温泉、松山城）、新居浜（新居浜、別子銅山）、今治

### 九州

#### 福岡
北九州（小倉（旦過市場、北九州グルメ）、戸畑、門司港レトロ）

#### 長崎
長崎（長崎、稲佐山、軍艦島、世界遺産巡り、中華街）

#### 大分
別府（別府、地獄巡り）、由布（由布院、グルメ）
鹿児島
沖縄

### 日本国外
ノルウェー
オスロ（市内、港町）

## 著名人関連
これまで、高田と一緒に散歩したゲスト、高田が散歩中に出会った著名人は以下の通り（+は故人）。

### ゲスト
- 荒木大輔（2020年1月20日「調布」編・1月22日「深大寺」編）
- 井浦新（2021年2月23日「上野」編、24日・25日「東京国立博物館」編[43]、4月26日「生田」編、29日・30日「岡本太郎美術館」編[45]）
- 石原良純（2021年12月29日「渋谷」編、12月30日「じゅん散歩歳末DX」）[49][50][注 203]
- 浦沢直樹（2020年11月2日「池袋」編、11月3日「トキワ荘」編、2021年9月20日・9月21日「神保町」編、9月23日「御茶ノ水」編）[注 204]
- 柄本明（2017年2月18日「じゅん散歩 生誕70年デラックス」）[注 205]
- 大竹まこと（2020年12月28日「浜松町」編[注 206][注 207]、12月29日「じゅん散歩 歳末デラックス」、2022年2月6日「じゅん散歩 祝75歳デラックス」）[注 208]
- 角澤照治（2020年3月16日「東京駅」編、3月20日「東京駅パン巡り」編）[注 77]
- 柏木由紀（2016年6月14日「葛西」編）[注 209]
- 要潤（2021年11月30日「阿佐ヶ谷」編・12月1日「新高円寺」編・12月2日「高円寺」編）[47][48]
- 加山雄三（2016年10月22日「じゅん散歩超デラックス」・2017年12月30日「じゅん散歩歳末超デラックス」）
- 隈研吾（2017年10月11日「南青山」編・10月12日「南青山の路地」編、2020年1月6日「神宮の杜」編、2021年8月23日「北の丸公園」編・8月24日「神楽坂」編）
- 斉藤和義（2020年10月6日「じゅん散歩5周年デラックス」）
- 下平さやか（2016年7月30日「じゅん散歩デラックス」） - 通常はナレーションを担当。
- 長野久義（2020年3月16日「東京駅」編、3月20日「東京駅パン巡り」編）[注 76]
- 中澤佑二（2020年6月1日週「横浜元町」ほか）[注 84]
- 野原しんのすけ（声：矢島晶子）[注 210]（2017年7月7日「春日部」編）
- 槇原敬之（2015年11月23日「麻布十番」編）- 番組最初のゲスト[注 51]
- 横山剣（2022年8月15日「横浜・本牧」編、8月19日「横浜ベイブリッジ」編）

### 散歩中に出会った著名人
- 青木宣親（2021年11月8日「神宮外苑」編）[注 211]
- 秋山祐徳太子（2017年5月24日「泉岳寺」編）+
- 阿佐ヶ谷姉妹（2020年12月28日「浜松町」編）[注 206]
- アニマル浜口（2017年1月10日「奥浅草」編）[注 212]
- 飯野愛（2017年10月10日「千駄ヶ谷」編）
- 磯村みどり（2017年1月23日「小田原」編）[注 213]
- エビ天くん[58]（戸越銀座「天ぷら食堂 若鷹」[59] のマスコット、2018年2月8日「戸越」編）
- 大杉漣（2016年2月23日「初台」編）+[注 214]
- 大竹まこと（2019年11月26日「浜松町」編[注 206]）
- 長田庄平（2019年11月12日「世田谷代田」編）[注 215]
- 三代目海沼実（2017年4月4日「護国寺」編）
- 柏原収史（2021年2月11日「浅草グルメ」編）[注 216]
- 数原龍友（2018年12月11日「原宿」編、白濱亜嵐とともに高田と遭遇）[注 217]
- 勝俣州和（2022年4月8日「都立大学」編）[注 218]
- 川上麻衣子（2017年3月15日「千駄木」編）[注 219]
- 神取忍（2021年8月11日「大塚」編）
- 北原照久（2022年8月16日「横浜・山下町」編）[注 220]
- 桑田泉（2020年10月13日「南町田」編）
- 小桜舞子（2017年6月5日「亀戸」編）
- 佐田玲子（2022年1月31日「長崎」編）[注 221]
- 佐藤秀光（2017年6月8日「亀戸水神」編）
- 澤登翠（2017年5月18日「北綾瀬」編）
- 六代目三遊亭円楽（2017年8月1日「新宿三丁目」編）[注 222]
- 三遊亭好楽（同上）[注 222]
- 篠崎実（2017年10月23日「川口」編）
- 下平さやか（2021年8月4日「六本木」編[注 223]）
- 白井ゆかり（2017年9月5日「海浜幕張」編）
- 白濱亜嵐（2018年12月11日「原宿」編、数原龍友とともに高田と遭遇）[注 217]
- しりあがり寿（2017年11月21日「渋谷駅西口」編[注 224][61]、2020年7月20日「六本木」編[注 225]）
- Mariya Suzuki（2020年12月15日「武蔵小山」編）[注 226]
- カロリーナ・ステチェンスカ（2021年2月16日「千駄ヶ谷」編）
- 砂子智彦（2018年4月25日「赤坂」編）
- 角南源五（2016年8月8日「テレ朝夏祭り」編/完全版）[注 227]
- 高津臣吾（2016年8月24日・2021年11月8日「神宮外苑」編）[注 228][注 229]
- 高橋拓也（2017年9月25日「北九州・小倉」編）
- 田中セシル（2016年12月21日「牛込柳町」編）
- 為末大（2020年8月6日「豊洲」編）
- 団長安田（2022年7月18日「代官山」編）
- 辻発彦（2021年7月27日「西武球場前」編）[注 230]
- 三代目鶴賀若狭掾（2017年3月21日「奥神楽坂」編）
- TETSUYA（2019年4月8日「中目黒」編）
- 寺崎貴司（2021年8月4日「六本木」編）[注 77][注 231]
- 東京羽田ヴィッキーズ（平松飛鳥、星澤真ほか）（2019年2月1日「矢口渡」編）[62]
- 土佐信道（明和電機）（2021年12月14日「秋葉原」編・12月19日「週刊!じゅん散歩」）[63]
- 内藤大助（2017年12月22日「アメ横」編）
- 中井精也（2021年3月8日「三ノ輪」編）[注 232]
- 中澤佑二（2018年6月4日「新横浜」編）
- 中松義郎（ドクター中松）（2022年4月6日「祐天寺」編）
- 中村繁之（2021年2月12日「新御徒町」編）
- 謎の魚（2021年9月13日「海浜幕張」編）[注 233]
- なべやかん（2019年11月12日「世田谷代田」編、2020年12月29日「歳末デラックス」で下北沢にて遭遇）
- 花田真人（2019年11月27日「汐留」編）[注 234]
- 羽生善治（2019年10月15日「千駄ヶ谷」編）
- 林家ペー（2016年4月11日「赤羽」編）
- 前野重雄（2017年10月17日「町屋」編）[注 235]
- 真壁刀義（2017年8月14日「等々力」編）
- 真島香（2022年7月25日「台場」編）[注 236]
- 益春菜（2017年10月23日「川口」編）
- 町田忍（2017年11月29日「西小山」編）
- 松木安太郎（2017年8月24日「一の橋」編）
- 丸々もとお（2020年12月25日「東京夜景」編）
- 皆川おさむ（2017年11月28日「洗束」編）
- みほとけ（2022年4月22日「東京国立博物館」編）
- 三宅由佳莉（2019年3月11日「砧公園」編）
- 宮瀬茉祐子（2017年4月18日「半蔵門」編）
- 村上宗隆（2021年11月8日「神宮外苑」編）[注 211]
- 元谷芙美子（2019年5月20日「海浜幕張」編・2021年9月19日「週刊!じゅん散歩」）
- 森田順平（2017年8月28日「溝の口」編）
- 森次晃嗣（2019年7月17日「鵠沼海岸」編）
- 八木菜緒（2016年5月24日「浜松町」編）[注 237][注 207]
- 八木将康（2019年4月8日「中目黒」編）
- 安田浩（2017年10月16日「北千住」編）[注 238]
- 山口美咲（2022年5月9日「赤坂」編）
- 山田直稔（2016年6月16日「東陽町」編）+[注 239]
- 横尾忠則（2021年8月17日「東京都現代美術館」編）[注 240]

### その他
これ以外にも、著名人やその親族が経営する店に立ち寄る事もある。
- 2017年3月1日「国分寺駅北口」編では、輪島功一が創業した団子店「だんごの輪島」[65] へ立ち寄ったが、このとき輪島は不在だった[注 241]。
- 2017年9月26日「北九州・門司港」編では、秋山竜次の父親が経営している船上レストランを訪れている。
- 2017年10月18日「新三河島」編では、北島康介の実家である精肉店を訪れている。
- 2017年11月9日「大山グルメ」編では、城咲仁の両親が経営する中華料理店を訪れている。
- 2017年12月12日「鶴見」編では、白井健三の両親が経営する体操クラブを訪れている。
- 2018年5月28日「八王子」編では、松任谷由実の生家である呉服店を訪れたが、シャッターが閉まっていて店内に入店出来なかった。
- 2021年2月15日「代々木」編では、服部幸應が主宰する服部栄養専門学校を訪れている。
- 2021年9月2日「横浜」編では、出川哲朗の実家である海苔店を訪れている。
- 2021年10月13日「鳩ヶ谷」編では、八村塁の親戚が経営するパン店を訪れている。

## 使用楽曲

### 番組テーマ曲
| 期間                           | 曲名                   | 歌唱             | 作詞               | 作曲               | 発売・配信開始   | 備考 |
| ------------------------------ | ---------------------- | ---------------- | ------------------ | ------------------ | ---------------- | --- |
| 2015年9月28日 - 11月20日       | ココロノコンパス       | 槇原敬之         | 槇原敬之           | 槇原敬之           | 2005年11月2日    | アルバム「LIFE IN DOWNTOWN」（2006年2月22日発売）にも収録。                                                                                                |
| 2015年11月23日 - 2020年2月13日 | 一歩一会               | 槇原敬之         | 槇原敬之           | 槇原敬之           | 2016年8月24日    | シングル「理由」（2016年8月24日発売）のC/W曲及びアルバム「Believer」（2016年12月14日発売）にも収録。 諸事情により、2020年2月13日放送分を以て使用終了した。 |
| 2020年2月14日 - 2月28日        | ヒア・カムズ・ザ・サン | シェリル・クロウ | ジョージ・ハリスン | ジョージ・ハリスン |                  | ビートルズのカヴァーであり、2007年公開の映画『ビー・ムービー』の挿入曲。                                                                                   |
| 2020年3月2日 - 6月30日         | （週替わり）           | （週替わり）     | （週替わり）       | （週替わり）       | -                | 高田による選曲（後述）。 |
| 2020年7月1日 - 現在            | 純風                   | 斉藤和義         | 斉藤和義           | 斉藤和義           | 2020年7月1日配信 | オープニング映像を2代目の物に変更。 アルバム「55 STONES」（2021年3月24日発売）にも収録。                                                                   |

なお、散歩パートでも番組テーマ曲を使用しており、現在の「純風」はオリジナルバージョンを主に使用している。それ以外にも、同じ斉藤和義の曲が使用されることもある。これまでに「歩いて帰ろう」や「攻めていこーぜ!」などが使用されているほか、まれに斉藤の曲のインストゥルメンタルが使用される場合もある。
「一歩一会」使用期は月・火曜日はオリジナル、水・木・金曜はインストゥルメンタルと異なるバージョンを併用していた。また、テーマ曲非使用期（2020年2月 - 6月）は、本来番組と無関係であっても番組の流れに合わせた曲を選曲して使用していた。
また、前番組『若大将のゆうゆう散歩』の名残からか、加山雄三の曲を散歩パートで使用したことがある（特に海岸エリアなどを散歩する回において多用。また「じゅん散歩デラックス」で加山と散歩した際にも使用されたことがある）。
それ以外にも、散歩エリアやテーマなどに合わせた楽曲が使用されることもある。
- 電車を使っての移動がある回では『ぶらり途中下車の旅』（日本テレビ）や『世界の車窓から』（テレビ朝日）のテーマ曲も使われることがある。これまでには2020年11月30日・12月1日放送「都電荒川線」編および、2021年7月6日・7日放送「江ノ電」編がその例。
- 2019年7月19日放送「茅ヶ崎・サザン通り」編では、サザンオールスターズの曲が随所に流れた。

#### 高田選曲による「今週のオープニング曲」
初代オープニング映像使用末期の2020年3月2日から6月30日まで放送分では「今週のオープニング曲」として、高田が洋楽のスタンダード・ポップスを中心に毎週1曲ずつ選曲していた。その期間中、全18曲が放送された。
| 2020年3月 - 6月のオープニング使用曲一覧 | 2020年3月 - 6月のオープニング使用曲一覧 | 2020年3月 - 6月のオープニング使用曲一覧 | 2020年3月 - 6月のオープニング使用曲一覧 | 2020年3月 - 6月のオープニング使用曲一覧                                                          |
| 放送週                                  | 曲名                                    | アーティスト                            | リリース年                              | 備考                                                                                             |
| --------------------------------------- | --------------------------------------- | --------------------------------------- | --------------------------------------- | ------------------------------------------------------------------------------------------------ |
| 3月2日 - 3月6日                         | I Will Follow Him                       | Little Peggy March                      | 1961年                                  | 邦題「愛のシャリオ」。映画『天使にラブ・ソングを…』（1992年）主題歌                              |
| 3月9日 - 3月13日                        | Love Train                              | The O'Jays                              | 1972年                                  |                                                                                                  |
| 3月16日 - 3月20日                       | Mr.s Robinson                           | Simon & Garfunkel                       | 1968年                                  |                                                                                                  |
| 3月23日 - 3月27日                       | Only the lonely                         | Roy Orbison                             | 1960年                                  |                                                                                                  |
| 3月30日 - 4月30日                       | My Home Town                            | Paul Anka                               | 1960年                                  |                                                                                                  |
| 4月6日 - 4月10日                        | Stop! In the name of Love               | The Supremes                            | 1965年                                  |                                                                                                  |
| 4月13日 - 4月17日                       | The Loco-Motion                         | Little Eva                              | 1962年                                  |                                                                                                  |
| 4月20日 - 4月24日                       | 雨を見たかい                            | Creedence Clearwater Revival            | 1970年                                  |                                                                                                  |
| 4月27日 - 5月1日                        | アイドルを探せ                          | Sylvie Vartan                           | 1964年                                  | フランスの同名映画（1964年）の主題歌                                                             |
| 5月4日 - 5月8日                         | カリフォルニアの青い空                  | Albert Hammond                          | 1972年                                  |                                                                                                  |
| 5月11日 - 5月15日                       | Alone Again                             | Gilbert O'Sullivan                      | 1972年                                  |                                                                                                  |
| 5月18日 - 5月22日                       | Young World                             | Ricky Nelson                            | 1962年                                  |                                                                                                  |
| 5月25日 - 5月29日                       | 上を向いて歩こう                        | 坂本九                                  | 1961年                                  | 唯一の邦楽からの選曲                                                                             |
| 6月1日 - 6月5日                         | Joy to the World                        | Hoyt Axton                              | 1970年                                  | 邦題「喜びの世界」※発表当時                                                                      |
| 6月8日 - 6月12日                        | Georgy Girl                             | The Seekers                             | 1966年                                  |                                                                                                  |
| 6月15日 - 6月19日                       | I Can't Turn You Loose                  | Otis Redding                            | 1956年                                  | 邦題「お前をはなさない」                                                                         |
| 6月22日 - 6月26日                       | My Girl                                 | The Temptations                         | 1964年                                  |                                                                                                  |
| 6月29日・6月30日                        | What a Wonderful World                  | Louis Armstrong                         | 1967年                                  | 邦題「この素晴らしき世界」 2日間のみ限定使用（新テーマ曲「純風」採用によるリニューアルに伴う）。 |

### エンディングテーマ
| 期間                           | 曲名                      | アーティスト           | リリース日                 | 備考                                                                    |
| ------------------------------ | ------------------------- | ---------------------- | -------------------------- | ----------------------------------------------------------------------- |
| 2015年9月28日 - 11月30日       | ジャスミン                | さかいゆう             | 2015年10月21日             | アルバム「4YU」（2016年2月3日発売）にも収録                             |
| 2015年12月1日 - 2016年1月29日  | SO SO GOOD                | 中田裕二               |                            | アルバム「LIBERTY」（2015年11月25日発売）に収録                         |
| 2016年2月1日 - 3月31日         | rhapsody                  | 03BAND                 | 2016年3月14日              |                                                                         |
| 2016年4月1日 - 5月31日         | 神様は手を抜かない        | 立川俊之               |                            | アルバム「喜楽人生」（2016年4月13日発売）に収録                         |
| 2016年6月1日 - 7月29日         | ROWING                    | 井上昌己               |                            | アルバム「MELODIES II」（2016年6月1日発売）に収録                       |
| 2016年8月1日 - 9月30日         | GROWING POINT             | 上北健                 |                            | アルバム「TIDE」（2016年8月3日発売）に収録                              |
| 2016年10月3日 - 11月30日       | 思い出になれ              | 奥華子                 | 2016年9月21日              | アルバム「遥か遠くに見えていた今日」（2017年5月17日発売）にも収録       |
| 2016年12月1日 - 2017年1月31日  | 風の庭                    | 遊佐未森               |                            | アルバム「せせらぎ」（2016年10月5日発売）に収録                         |
| 2017年2月1日 - 3月31日         | Calling                   | unconditional love     | 2017年2月8日               | アルバム「Pirouette」（2017年2月8日発売）にも収録                       |
| 2017年4月3日 - 5月31日         | RAIN                      | 吉田山田               | 2017年5月24日              | シングル「街」のC/W曲として収録                                         |
| 2017年6月1日 - 7月31日         | 未完成の世界              | 城南海                 | 2017年7月19日              | シングル「あなたに逢えてよかった」のC/W曲として収録                     |
| 2017年8月1日 - 9月29日         | It's OK                   | Goodies                |                            | アルバム「Have a nice Goodie2」（2017年9月22日発売）に収録              |
| 2017年10月2日 - 11月30日       | 私の好きな青              | スカート               |                            | アルバム「20/20」（2017年10月18日発売）に収録                           |
| 2017年12月1日 - 2018年1月31日  | はじめてのたいあっぷ      | 四星球                 |                            | アルバム「鋼鉄の段ボーラーまさゆき e.p.」（2018年1月31日発売）に収録    |
| 2018年2月1日 - 3月30日         | 冬の嵐                    | WAVE                   | 2018年2月14日              | シングル「願い」のC/W曲として収録                                       |
| 2018年4月2日 - 5月31日         | 紫陽花                    | 笹川美和               |                            | アルバム「新しい世界」（2018年1月31日発売）に収録                       |
| 2018年6月1日 - 7月31日         | 恋しぐれ                  | 林部智史               | 2018年6月20日              | シングル「恋衣」のC/W曲として収録                                       |
| 2018年8月1日 - 9月28日         | 走りだせばいいじゃない    | 花房真優               |                            | ミニアルバム「1080度」（2018年6月20日発売・2018年8月1日配信開始）に収録 |
| 2018年10月1日 - 11月30日       | 1975                      | 和田唱                 | 2018年8月22日 （配信開始） | アルバム「地球 東京 僕の部屋」（2018年10月24日発売）に収録              |
| 2018年12月3日 - 2019年1月31日  | セツナ                    | WAVE                   |                            | ファーストアルバム「W」（2018年12月25日発売）に収録                     |
| 2019年2月1日 - 3月29日         | My Best Friend            | 4年2組                 |                            |                                                                         |
| 2019年4月2日 - 5月31日         | キメテ!                   | 斬波                   | 2019年3月27日              | [ 76 ]                                                                  |
| 2019年6月3日 - 7月31日         | circle of love            | BmF                    | 2019年6月5日               | [ 77 ]                                                                  |
| 2019年8月1日 - 9月30日         | 置行堀行進曲              | チャラン・ポ・ランタン |                            | ベストアルバム「いい過去どり」（2019年7月17日発売）に収録               |
| 2019年10月1日 - 11月29日       | Tell Me Now               | 三浦祐太朗             |                            | アルバム「Blooming Hearts」（2019年10月2日発売）に収録                  |
| 2019年12月2日 - 2020年1月31日  | 応援歌                    | LAST FIRST             | 2019年11月20日             | [ 79 ]                                                                  |
| 2020年2月3日 - 3月31日         | Night Walker              | HIGH SPIRITS           | 2020年3月3日               | [ 80 ]                                                                  |
| 2020年4月1日 - 5月29日         | 未知                      | LEN                    | 2020年4月1日               | [ 81 ] [ 82 ]                                                           |
| 2020年6月1日 - 7月31日         | IVORY                     | クレイジーケンバンド   | 2020年6月24日              | [ 83 ]                                                                  |
| 2020年8月3日 - 9月30日         | ジパングカウンター        | the paddles            |                            | 1stシングル「スノウノイズ/22」（2020年8月5日発売）に収録                |
| 2020年10月1日 - 11月30日       | Voyage                    | アマネトリル           | 2020年9月30日 （先行配信） | アルバム「CRUISER POP」（2020年11月3日発売）に収録                      |
| 2020年12月1日 - 2021年1月29日  | Bye Bye Bye               | TOSHIMITSU             |                            | アルバム「THE BEST2」（2020年11月25日発売）に収録                       |
| 2021年2月1日 - 3月31日         | Ignite                    | //ネコプラ//           |                            | [ 86 ]                                                                  |
| 2021年4月1日 - 5月31日         | Re-START                  | 燃えこれ学園           | 2020年3月24日              | [ 87 ]                                                                  |
| 2021年6月1日 - 7月30日         | Limiter                   | 伊藤さくら             | 2021年6月11日              | [ 88 ]                                                                  |
| 2021年8月2日 - 9月30日         | 夏初月〜Natsuhazuki〜     | BOCCHI。               |                            | [ 89 ]                                                                  |
| 2021年10月1日 - 2021年11月30日 | 夢を見るかもしれない      | 籾井優里奈             |                            | 2ndアルバム「季節風便」（2021年9月1日発売）に収録                       |
| 2021年12月1日 - 2022年1月31日  | LIAR                      | ハナフサマユ           |                            |                                                                         |
| 2022年2月1日 - 3月31日         | 踊るカノン                | FASE                   | 2022年1月                  |                                                                         |
| 2022年4月1日 - 5月31日         | clap clap                 | 澪                     |                            | 1stミニアルバム「ミモザ」（2022年2月9日発売）に収録                     |
| 2022年6月1日 - 7月29日         | 歩いていこう              | YUCARI                 | 2022年6月8日               | [ 93 ]                                                                  |
| 2022年8月1日 - 9月30日         | きみのてのひら            | NUANCE                 |                            |                                                                         |
| 2022年10月3日 - 11月30日       | 画鋲                      | 立花綾香               | 2022年10月12日             | 2nd ミニアルバム”深臓”に収録                                            |
| 2022年12月1日 - 2023年1月31日  | 口癖                      | 紗々木レイナ           |                            |                                                                         |
| 2023年２月1日 - 3月31日        | 備忘録（Self Cover Ver.） | 高瀬紘也               |                            |                                                                         |
| 2023年4月3日 - 5月31日         | わんちゃん                | アルステイク           |                            |                                                                         |
| 2023年6月1日 - 7月31日         | 恋のはじまり              | アマランスサマー       |                            |                                                                         |
| 2023年8月1日 - 9月29日         | ラストソング              | インナージャーニー     |                            |                                                                         |
| 2023年10月2日 - 11月30日       | スヌーズ・ライバー        | KIZUNA                 |                            |                                                                         |
| 2023年12月1日 - 2024年1月31日  | Feel                      | KEITO                  |                            |                                                                         |
| 2024年2月1日 - 5月31日         | 奇想天外な商店街          | ケツメイシ             | 2024年1月31日              | アルバム 「ケツノポリス13」に収録                                       |
| 2024年6月3日 - 7月31日         | アイドル人生！            | はいういろう。         |                            |                                                                         |
| 2024年8月1日 - 9月30日         | ずるいよ                  | 小津和 涼              |                            |                                                                         |
| 2024年10月1日 - 11月29日       | Be Free                   | ハナフサマユ           |                            |                                                                         |
| 2024年12月2日 - 2025年1月31日  | ribbon                    | NARI                   |                            |                                                                         |
| 2025年2月3日 - 3月31日         | 一瞬の光                  | 山下圭志               | 2024年12月22日             | シングル「湾岸トワイライト」に収録                                      |
| 2025年4月1日 - 5月30日         | 栞                        | 山口大貴               |                            |                                                                         |
| 2025年6月2日 - 7月31日（予定） | 生きること                | 沢田知佳               |                            |                                                                         |

## スペシャル

### スペシャルウィーク「じゅん散歩 ○○感謝祭」
毎年数回程度、1週間に亘り「じゅん散歩 ○○感謝祭」（○○には季節名が入る）と題した特別編を放送している。
なお、本番組の後続番組である『大下容子ワイド!スクランブル・第1部』が10:25から放送開始される関係上、年末年始編成以外では本番組の後ろへの枠拡大ができないため、原則としてレギュラー枠での放送となる。
期間中、放送日によってはサブタイトルに「一歩一会」の4文字が入ることがある。
- 2015年12月28日から12月30日までの3日間は「じゅん散歩 富士山スペシャル」と題して、高田が山梨県の富士山周辺（富士吉田、忍野、河口湖）を散歩した。なお28日を除き「ものコンシェルジュ」は休止となった。
- 2016年8月8日から8月12日までの1週間（8月10日を除く）、は「テレ朝夏祭りスペシャルウィーク」と題して、高田がテレ朝夏祭り会場（『じゅん散歩デラックス』放送時は未公開となった映像を追加）とその周辺地域を散歩した「麻布十番」・「西麻布」・「広尾」・「元麻布」の各編を再編集して放送。
- 2017年12月25日から12月29日までの1週間、「じゅん散歩 歳末大感謝祭」と題し、1年間に放送した名場面を厳選して放送。「感謝祭」のタイトルがつくのはこれが最初となった（25日「ふれあい名珍場面」[注 248]、26日「話題になった街」[注 249]、27日「柄本明と新宿散歩」[注 250]、28日・29日「珠玉の出会い」[注 251]）。12月30日放送の『じゅん散歩歳末超デラックス』も含めて、6日間にわたる特別編成となった。
- 2018年8月6日から8月10日までの1週間、「じゅん散歩 真夏の感謝祭」と題し、上半期に放送した散歩とこれまでの散歩で訪れた場所からテーマ別に名場面を厳選して放送。また、当初4月27日に放送される予定だった「青山一丁目」編を初放送した（6日「上半期ふれあい傑作選」、7日「大学で一歩一会 傑作選」、8日「潮風薫る海辺散歩 傑作選」、9日「涼を感じる里山散歩 傑作選」、10日「青山一丁目」）。
- 2018年10月29日から11月2日までの1週間、この週は「じゅん散歩 秋の芸術祭」と題し、これまでの散歩で訪れた場所から芸術をテーマにした名場面（29日「超一流!アートの匠 傑作選」[注 252]、30日「アートな一歩一会 傑作選」[注 253]）と、番組初の海外散歩として高田が ノルウェーを訪れ[注 254]、オスロでアート巡りをする散歩を放送[33]。なお、散歩シリーズにおける海外ロケは『ちい散歩』で2010年3月22日 - 26日放送にて地井武男がハワイを散歩して以来、8年7か月ぶり史上2度目となった。
- 2018年12月24日から12月28日までの1週間は「じゅん散歩 歳末大感謝祭」と題し、1年間に放送した名場面を厳選して放送（24日「奇跡の一歩一会傑作選」[注 255]、25日「散歩で振り返る2018年」[注 256]、26日「ベストヒットじゅん散歩」[注 257]、27日「2018年新スポット巡り」、28日「2018年名珍場面」）。12月29日放送の『じゅん散歩歳末デラックス』も含めて、6日間にわたる特別編成を実施、年末の特別編成は2年連続となった。
- 2019年8月5日から8月9日までの1週間、前年に続き「じゅん散歩 真夏の感謝祭」と題し、上半期に放送した散歩とこれまでの散歩で訪れた場所からテーマ別に名場面を厳選して放送した。
- 2020年3月23日から3月27日までの1週間は「じゅん散歩 春の感謝祭」と題し、2019年度の放送とこれまでの散歩からテーマ別に名場面を未公開映像も交えて放送。夏季と年末以外に特別編成を実施するのは2018年秋に続き2度目、なおかつ、春季はこれが初となった[注 258]。23日「爆笑ふれあい集」&「金町」、24日「スポーツ一歩一会」、25日「話題の新名所巡り」、26日「東京2020散歩」[注 259]、27日「春休み爆笑グルメ」の順に放送。23日は、当初1月29日に放送される予定だった「金町」編も初放送された[注 260]。
- 2020年5月4日から5月8日までの1週間は「じゅん散歩 GW感謝祭」と題し、これまでの散歩からテーマ別に名場面を厳選して放送[注 258]。春季は2回連続であり、ゴールデンウィーク中に実施されたのはこれが初（4日「日本全国おでかけ一歩一会」、5日「子どもと爆笑一歩一会」、6日「写真映え一歩一会」、7日「人気パンで一歩一会」、8日「ゴールデンな一歩一会」）。5月9日放送の『じゅん散歩2020春DX』も含めて、6日間にわたる特別編成となった。
- 2020年5月25日から5月29日までの1週間は「じゅん散歩 青葉の感謝祭」として、これまでの散歩からテーマ別に名場面を厳選して放送。前回の「GW感謝祭」からわずか3週間、この年だけで3度目となる特別編が放送された[注 258]。なお、この週、高田が自宅から出演し、外出自粛中の私生活での楽しみなどを紹介した[注 261]（25日「元気なご長寿と一歩一会」、26日「街の画家と一歩一絵」、27日「爆笑ラーメン一歩一会」、28日「グローバルな一歩一会」、29日「公園で一歩一会」）。
- 2020年6月8日から6月12日までの1週間は「じゅん散歩 初夏の感謝祭」として、これまでの散歩からテーマ別に名場面を厳選して放送。前回の「青葉の感謝祭」からわずか2週間、この年だけで特別編は4回（年間で最多）となった[注 258]。夏季は前年8月の「真夏の感謝祭」以来であり、且つ6月に実施されたのはこれが初。5月25日週に続き、高田が自宅から出演した（8日「人気商店街で一歩一会」、9日「あつまれ どうぶつの一歩一会」、10日「雨にぬれても…爆笑一歩一会」、11日「じゅーんブライド一歩一会」、12日「新選組 誠の一歩一会」）。
- 2022年3月21日から3月25日までの5日間は「じゅん散歩 春の感謝祭」と題し、2021年度ならびにこれまでの散歩からテーマ別に名場面を未公開映像も交えて放送。2020年以来約2年（厳密にいえば1年9か月）ぶりの「○○感謝祭」となったこの週、21日「ミスと行く爆笑一歩一会」、22日「春休み人気スポット一歩一会」、23日「卒業シーズン!学び舎の一歩一会」、24日「専門技術の学び舎で一歩一会」、25日「八王子」の順に放送した。最終日となる25日の「八王子」編は当初2021年7月14日に放送される予定だったが休止となり[注 262]半年以上お蔵入りとなっていたもので、この感謝祭で8ヶ月ぶりに蔵出し初放送となった。
- 2022年8月8日から8月12日までの5日間は「じゅん散歩 夏の感謝祭」と題し、同年上半期ならびにこれまでの散歩からテーマ別に名場面を厳選して放送。8日「上半期ふれあい名珍場面」、9日「夏休み!お出かけ一歩一会」、10日「東京新名所」、11日「爆笑グルメ一歩一会」、12日「大竹まことと新宿一歩一会」[注 263]の順に放送した。

### じゅん散歩デラックス・サンデーじゅん散歩
初代番組『ちい散歩』の「ちい散歩サタデー」ならびに次番組『若大将のゆうゆう散歩』の「若大将のゆうゆう散歩サタデー」の流れを汲み、本番組でも週末の午前枠に特番を不定期で放送している（関東ローカル）。2015年の放送開始時から『じゅん散歩デラックス』（以下「DX」と表記）のタイトルで、土曜日に放送されていた。2019年から基本的に日曜日の放送となり『サンデーじゅん散歩』のタイトルで放送されるようになるも、その後も土曜日に放送される場合は『DX』として放送されている。
平日の通常放送とは別に、新たに撮り下ろした散歩を中心に放送。回によってはゲストも登場する。この他、レギュラー版の過去放送分を再編集したもの（未公開シーンも含む）や、同じく放送休止により未放送（お蔵入り）となっていた回も初めて放送される他、当初レギュラー版用に制作されたものの、編成の都合等で放送されていなかった回も蔵出しで初放送される。
レギュラー放送と同様、散歩パートと、通販コーナー「ものコンシェルジュ」の2部構成となる（タイムテーブルは若干異なる）。
なお、2020年に後述の『週刊!じゅん散歩』が開始して以降はそちらに譲る形となり放送される割合が減少、主に年末版の『歳末DX』程度となっている。
エンディング
『DX』では、高田がこれまでの散歩の感想等を語り、視聴者にメッセージを送って締める（この際、テロップに、翌週月曜日以降の散歩を記載）。『サンデー』では翌日から放送される散歩の内容をいち早く紹介する。また、『歳末DX』では高田が1年間の視聴に対する御礼を述べて番組を締める。
| 『じゅん散歩デラックス』『サンデーじゅん散歩』の放送履歴 | 『じゅん散歩デラックス』『サンデーじゅん散歩』の放送履歴 | 『じゅん散歩デラックス』『サンデーじゅん散歩』の放送履歴 | 『じゅん散歩デラックス』『サンデーじゅん散歩』の放送履歴                                      | 『じゅん散歩デラックス』『サンデーじゅん散歩』の放送履歴 | 『じゅん散歩デラックス』『サンデーじゅん散歩』の放送履歴                                             | 『じゅん散歩デラックス』『サンデーじゅん散歩』の放送履歴            |
| No.                                                      | 放送日                                                   | 放送時間                                                 | 番組タイトル                                                                                  | 放送内容 | ゲスト                                                                                               | 備考                                                                |
| -------------------------------------------------------- | -------------------------------------------------------- | -------------------------------------------------------- | --------------------------------------------------------------------------------------------- | --- | --- | ------------------------------------------------------------------- |
| 1                                                        | 2015年12月19日 （土曜日）                                | 10:00 - 11:40                                            | じゅん散歩デラックス                                                                          | - 麻布十番、銀座、谷根千散歩 - 散歩で出会ったグルメ - 散歩で出会った女性たち                                                                                        | 槇原敬之                                                                                             |                                                                     |
| 2                                                        | 2016年7月30日 （土曜日）                                 | 10:00 - 11:40                                            | じゅん散歩デラックス                                                                          | - テレ朝夏祭り（ダイジェスト版）、柴又散歩 - 北区志茂を散歩 - 純ちゃんふれあい名場面集                                                                              | 下平さやか                                                                                           | 「志茂」編を初放送                                                  |
| 3                                                        | 2016年10月22日 （土曜日）                                | 9:55 - 11:40                                             | じゅん散歩超デラックス 〜若大将とまさかの爆笑ゆうゆう散歩 ちい散歩から10年!名場面も一挙公開〜 | - 先代散歩人・加山雄三と浅草〜丸の内を散歩 - 散歩シリーズ10周年名場面集 - 初代散歩人・地井武男の故郷・千葉県匝瑳市八日市場の現在                                    | 加山雄三                                                                                             | 散歩シリーズ10周年を記念して放送                                    |
| 4                                                        | 2016年12月17日 （土曜日）                                | 9:55 - 11:40                                             | じゅん散歩歳末デラックス                                                                      | - 2016年の散歩を振り返る総集編 - 君津市久留里を散歩 - ものコンシュルジュ拡大版                                                                                      | （なし）                                                                                             | 「久留里」編を初放送                                                |
| 5                                                        | 2017年2月18日 （土曜日）                                 | 10:00 - 11:40                                            | じゅん散歩 純ちゃん生誕70年デラックス 〜思い出の街歩きで見つけた爆笑人生一歩一会〜            | - 人生の思い出の街で見つけた一歩一会 - 親友・柄本明と思い出の地・新宿を散歩 - ものコンシュルジュ1・2部                                                              | 柄本明                                                                                               | 高田が古希を迎え、それを祝して放送。                                |
| 6                                                        | 2017年7月29日 （土曜日）                                 | 10:00 - 11:40                                            | じゅん散歩 夏祭りデラックス                                                                   | - 葛飾区お花茶屋を散歩 - 未公開名場面&爆笑ふれあい傑作選 - 品川・築地・豊洲…散歩で「変わりゆく東京」を発見 - 麻布十番&テレ朝夏祭り散歩 - ものコンシュルジュ夏祭りSP | 下平さやか                                                                                           | 「お花茶屋」編を初放送                                              |
| 7                                                        | 2017年12月30日 （土曜日）                                | 10:25 - 11:45                                            | じゅん散歩歳末超デラックス 〜若大将と爆笑歩き納め 2017名珍場面も一挙総決算〜                  | - 2017年の散歩を振り返る総集編 - 先代散歩人・加山雄三と秋葉原&神田を散歩                                                                                            | 加山雄三                                                                                             | [ 32 ]                                                              |
| 8                                                        | 2018年12月29日 （土曜日）                                | 10:00 - 11:40                                            | じゅん散歩歳末DX 一歩一会2018爆笑名場面総決算!                                                | - ノルウェー・オスロ編完全版 - 2018年爆笑名珍場面集 - 変わりゆく東京の最新施設 - 下北沢を散歩                                                                       | （なし）                                                                                             | 「下北沢」編を初放送。 この回が平成最後、かつ土曜最終放送となった。 |
| 9                                                        | 2019年7月28日 （日曜日）                                 | 10:00 - 11:50                                            | サンデーじゅん散歩                                                                            | - 三代目散歩人・高田純次が上野・御徒町エリアへ! - 最新グルメにパンダの現在…話題名所巡り - 初公開・新御徒町で箔押し名人&下町王子のプリン - 通販絶賛3品               | （なし）                                                                                             | 「新御徒町」編を初放送。 この回が令和最初、初の日曜放送。           |
| 10                                                       | 2019年9月1日 （日曜日）                                  | 10:00 - 11:50                                            | サンデーじゅん散歩                                                                            | - 多摩エリアで一歩一会 名物グルメ・新選組巡り - 国立を散歩 | （なし）                                                                                             | 「国立」編を初放送。                                                |
| 11                                                       | 2019年9月22日 （日曜日）                                 | 10:00 - 11:50                                            | サンデーじゅん散歩                                                                            | - 銀座エリア名場面集 | （なし）                                                                                             | 5年目突入を前に、過去4年の銀座散歩の総集編を放送。                  |
| 12                                                       | 2019年11月10日 （日曜日）                                | 10:00 - 11:50                                            | サンデーじゅん散歩                                                                            | - 全国の名所で爆笑!一歩一会 - 食欲の秋!絶品ご当地グルメ - 秋におすすめ!人気観光地 - 純ちゃん奇跡の瞬間3連発!                                                        | （なし）                                                                                             |                                                                     |
| 13                                                       | 2019年11月24日 （日曜日）                                | 10:00 - 11:50                                            | サンデーじゅん散歩                                                                            | - 国立競技場〜原宿で一歩一会 | （なし）                                                                                             | 当初10月13日放送予定だったが、1か月半遅れとなった。                 |
| 14                                                       | 2019年12月8日 （日曜日）                                 | 10:00 - 11:50                                            | サンデーじゅん散歩                                                                            | - 渋谷で一歩一会 - 若者の街 渋谷で爆笑!名珍場面 - 渋谷で発見!絶品大人グルメ                                                                                         | （なし）                                                                                             |                                                                     |
| 15                                                       | 2019年12月30日 （月曜日）                                | 9:55 - 11:45                                             | じゅん散歩歳末デラックス 〜令和も失礼ぶっこきました!笑い納め2019〜                            | - 番組史に残る爆笑ふれあい集 - 72歳純ちゃんの爆笑半生 - 有名人とのスペシャル一歩一会 - 名シーンで振り返る2019年                                                     | （VTR出演者） 林家ペー、柄本明 TETSUYA（EXILE） 八木将康（劇団EXILE） 森次晃嗣、大竹まこと、羽生善治 |                                                                     |
| 16                                                       | 2020年1月26日 （日曜日）                                 | 10:00 - 11:50                                            | サンデーじゅん散歩                                                                            | - 築地・豊洲 湾岸エリア巡り - 湾岸エリアで発見!注目グルメ - 変わりゆく築地&豊洲市場巡り                                                                             | （なし）                                                                                             | 現時点における『サンデーじゅん散歩』最後の放送。                    |
| 17                                                       | 2020年5月9日 （土曜日）                                  | 10:30 - 11:40                                            | じゅん散歩デラックス 2020春                                                                   | - テレビでおでかけ!日本全国の名珍場面 | （なし）                                                                                             |                                                                     |
| 18                                                       | 2020年10月4日 （日曜日）                                 | 13:55 - 16:15                                            | じゅん散歩5周年デラックス! 純ちゃん毎朝お疲れさんポ 純風満帆今日も行く!                       | - 爆笑ふれあい傑作選 - 街の美女と一歩一会 - 散歩で出会った有名人 - 衝撃!驚きのグルメ - 高田純次×斉藤和義 一歩一会                                                   | 斉藤和義                                                                                             | IAT、HAB、eat同時ネット                                             |
| 19                                                       | 2020年12月26日 （土曜日）                                | 6:00 - 8:00                                              | 祝5周年!じゅん散歩DX 一歩一会1300日爆笑名場面!                                                | - 高田純次×斉藤和義 一歩一会 - 爆笑ふれあい傑作選 | 斉藤和義                                                                                             | 早朝枠での放送。 10月4日放送回を再編集。                            |
| 20                                                       | 2020年12月29日 （火曜日）                                | 9:55 - 11:45                                             | じゅん散歩歳末DX 激動2020 まことに失礼ぶっこきました!                                         | - 爆笑ふれあい集 - 親友・大竹まことと下北沢を散歩 - 散歩で振り返る2020年                                                                                            | 大竹まこと                                                                                           | IAT同時ネット                                                       |
| 21                                                       | 2021年12月30日 （木曜日）                                | 8:00 - 9:30                                              | じゅん散歩歳末DX 純次と良純! 絶景渋谷珍道中! 朝からザワつく失礼ぶっこき傑作選                 | - 爆笑ふれあい集 - 石原良純と渋谷を散歩 - 2021年名場面集、他 | 石原良純                                                                                             | IAT同時ネット                                                       |
| 22                                                       | 2022年2月6日 （日曜日）                                  | 13:55 - 15:20                                            | じゅん散歩 祝75歳デラックス                                                                   | - 散歩で巡る高田純次75歳の軌跡 - 大竹まことと新宿を散歩 - 通販特別編・じゅん散歩ジグソーパズル                                                                      | 大竹まこと 柄本明                                                                                    | KFB同時ネット                                                       |

### 週刊!じゅん散歩
上述の『じゅん散歩デラックス』『サンデーじゅん散歩』とは別の週末スペシャル版として、2020年5月16日より『週刊!じゅん散歩』を関東ローカル（稀に一部のテレビ朝日系列局にもネットあり）にて不定期で放送している。
番組ではその週の月〜金曜日に放送された散歩を放送日順に紹介する（厳密には再放送版である）が、同一エリアが複数回ある場合に1回にまとめて再編集、もしくはレギュラー版で放送できなかった未公開映像を追加して放送する場合もある（時間尺の都合により、全ての回を放送できない場合もある）ほか、『デラックス』『サンデー』と同様に未放送回が放送される場合がある。なお、2021年現在ではこの『週刊!じゅん散歩』が主たるスペシャル版となっている。
2022年3月までは、原則日曜日の10:00 - 10:50（『スペシャルサンデー』第1部）にて放送されていた。
- 以前は土曜日午前の『スペシャルサタデー・1部』（10:30 - 11:40→11:00 - 11:40[注 264][注 265]）でも放送していたほか、まれに日曜午後の『サンデープレゼント』枠で放送される場合がある[注 266]。
- 2022年4月より『スペサン』枠が、日曜深夜枠から『声優パーク建設計画メタバース部』[注 267][100]が、金曜未明（木曜深夜）枠から『春菜ザキさんのタダの通販じゃねーよ!』がそれぞれ移動してきたことから枠縮小となり、11時台もしくは土曜日も含め他の関東ローカル単発枠での不定期放送となるはずだが、2022年度に入ってからは他番組の番宣を優先するため該当番組の傑作選や別特番を放送することが多くなり、全く放送されなくなった。
- なお、週により一部地域へ同時ネットされる場合もある。

オープニングはレギュラー版と異なり別映像を使用する。なお、2021年春まではオープニングテーマにSHISHAMOの「明日も」が使用されていた。
基本的にはレギュラー版および『デラックス』『サンデー』と同様、散歩パートと、通販コーナーの2部構成となるが、放送時間尺の関係で通販コーナーを挿入せず、散歩パートのみで構成する場合もある。また、散歩パートの終了後、翌週（日曜日放送の場合は翌日以降）放送される散歩の見所を紹介する。
週刊版では当初より放送曜日切替用の移動マップが登場、こちらではボニー・ジャックスの「一週間の歌」の一小節をBGMとして使用していた（もちろんレギュラー版のマップも登場するが、こちらはそのまま放送される）が、現在では使用されなくなっている。
『スペサタ1部』枠での放送時は、エンディングにて後続で放送するミニ番組『日本全国ごちそう散歩』（11:40 - 11:45）の見所を紹介して終了（続けて正午枠の『中居正広のニュースな会』の告知を挿入）していた。
現在は原則レギュラー放送と同様本編と通販の2部構成となっている。また、2021年11月14日放送（#30）より通販枠が「ものコンシェルジュ」から『東京トキメキ百貨店』に変更された。
| 『週刊!じゅん散歩』の放送履歴 | 『週刊!じゅん散歩』の放送履歴 | 『週刊!じゅん散歩』の放送履歴 | 『週刊!じゅん散歩』の放送履歴                                                 | 『週刊!じゅん散歩』の放送履歴 | 『週刊!じゅん散歩』の放送履歴                  | 『週刊!じゅん散歩』の放送履歴 |
| No.                           | 放送日                        | 放送時間                      | 散歩コース                                                                    | 放送週                        | 備考                                           |                               |
| ----------------------------- | ----------------------------- | ----------------------------- | ----------------------------------------------------------------------------- | ----------------------------- | ---------------------------------------------- | ----------------------------- |
| 01                            | 2020年5月16日                 | 10:30 - 11:40                 | 千歳烏山・芦花公園・八幡山・桜上水・上北沢                                    | 5月11日 - 5月15日             | 3月18日収録                                    |                               |
| 02                            | 2020年5月23日                 | 10:30 - 11:40                 | 浅草・浅草リバーサイド・蔵前・稲荷町・浅草グルメ                              | 5月18日 - 5月22日             | 3月11日収録                                    |                               |
| 03                            | 2020年5月30日                 | 10:30 - 11:40                 | 「青葉の感謝祭SP」                                                            | 5月25日 - 5月29日             | 特別編                                         |                               |
| 04                            | 2020年7月11日                 | 10:30 - 11:40                 | 相模湖・宮ヶ瀬湖・相模原ラーメン巡り・相模川・津久井湖                        | 7月6日 - 7月10日              |                                                |                               |
| 05                            | 2020年7月18日                 | 10:30 - 11:40                 | 船橋①・習志野・船橋②・船橋港・海浜幕張                                        | 7月13日 - 7月17日             |                                                |                               |
| 06                            | 2020年8月22日                 | 10:30 - 11:40                 | テーマ：「東京23区で名建築巡り」 原宿・日比谷・白金台・上野①②                 | 8月17日 - 8月21日             |                                                |                               |
| 07                            | 2020年8月29日                 | 10:30 - 11:40                 | 野田・野田枝豆巡り・清水公園・こうのとりの里・関宿                            | 8月24日 - 8月28日             |                                                |                               |
| 08                            | 2020年9月19日                 | 10:30 - 11:40                 | 新宿・神楽坂・西新宿・日本橋・赤坂                                            | 9月14日 - 9月18日             | [ 注 269 ]                                     |                               |
| 09                            | 2020年9月26日                 | 10:30 - 11:40                 | 高輪・アクアパーク品川・品川①②・泉岳寺                                        | 9月21日 - 9月25日             |                                                |                               |
| 10                            | 2020年11月28日                | 10:30 - 11:40                 | 豊洲・新橋・浜松町・虎ノ門・虎ノ門グルメ・江戸川橋※                           | 11月23日 - 11月27日           | ※「江戸川橋」編は初放送                        |                               |
| 11                            | 2020年12月5日                 | 10:30 - 11:40                 | 都電荒川線①②・あらかわ遊園・荒川遊園地前・尾久                                | 11月30日 - 12月4日            |                                                |                               |
| 12                            | 2020年12月19日                | 10:30 - 11:40                 | 目黒・武蔵小山・不動前・西小山・大岡山                                        | 12月14日 - 12月18日           |                                                |                               |
| 13                            | 2021年1月16日                 | 11:00 - 11:40                 | 代官山・奥渋谷・渋谷・代々木公園・渋谷の絶景                                  | 1月11日 - 1月15日             | 2020年12月9日収録                              |                               |
| 14                            | 2021年1月24日                 | 15:20 - 16:15                 | 調布・府中①②・国領・府中ラグビーグルメ                                        | 1月18日 - 1月22日             | 2020年12月2日収録 初の日曜日放送。             |                               |
| 15                            | 2021年1月30日                 | 11:00 - 11:40                 | 由布院・別府①・由布院グルメ・地獄めぐり・別府②                                | 1月25日 - 1月29日             | 2020年11月収録                                 |                               |
| 16                            | 2021年2月13日                 | 11:00 - 11:40                 | 浅草・蔵前・浅草橋・浅草グルメ・新御徒町                                      | 2月8日 - 2月12日              | 2020年12月14日収録                             |                               |
| 17                            | 2021年2月20日                 | 11:00 - 11:40                 | 代々木・千駄ヶ谷・初台・参宮橋・南新宿                                        | 2月15日 - 2月19日             | 2020年12月16日収録                             |                               |
| 18                            | 2021年3月6日                  | 11:00 - 11:40                 | 後楽園・本郷三丁目・湯島・江戸川橋・小石川植物園                              | 3月1日 - 3月5日               | 2020年12月収録                                 |                               |
| 19                            | 2021年3月27日                 | 11:00 - 11:40                 | 大岡山・三宿・中目黒・松陰神社前・碑文谷                                      | 3月22日 - 3月26日             |                                                |                               |
| 20                            | 2021年5月9日                  | 13:55 - 15:20                 | 『週刊!じゅん散歩 GW合併号』 横浜（桜木町・山手・バスツアー①②・みなとみらい） | 5月3日 - 5月7日               | ゲスト：斉藤和義                               |                               |
| 21                            | 2021年5月30日                 | 10:55 - 11:45                 | 葛西・西葛西・南砂町・妙見島・葛西海浜公園                                    | 5月24日 - 5月28日             |                                                |                               |
| 22                            | 2021年6月13日                 | 10:00 - 10:55                 | 二子玉川・上野毛・砧公園・深沢・用賀                                          | 6月7日 - 6月11日              |                                                |                               |
| 23                            | 2021年9月12日                 | 10:00 - 10:50                 | 片瀬江ノ島・江の島※                                                           | 9月6日 - 9月10日              | ※                                              |                               |
| 24                            | 2021年9月19日                 | 10:00 - 10:50                 | 海浜幕張（完全版）※                                                           | 9月13日 - 9月17日             | ※                                              |                               |
| 25                            | 2021年9月26日                 | 10:00 - 10:50                 | 神保町・御茶ノ水                                                              | 9月20日 - 9月24日             | ゲスト：浦沢直樹                               |                               |
| 26                            | 2021年10月3日                 | 10:00 - 10:50                 | 銀座・有楽町※                                                                 | 9月27日 - 10月1日             | ※                                              |                               |
| 27                            | 2021年10月10日                | 10:00 - 10:50                 | 東京スカイツリータウン※                                                       | 10月4日 - 10月8日             | ※                                              |                               |
| 28                            | 2021年10月17日                | 10:00 - 10:50                 | 川口・西川口・鳩ヶ谷・蕨・植木の町 川口                                       | 10月11日 - 10月15日           | ※                                              |                               |
| 29                            | 2021年10月31日                | 10:00 - 10:50                 | 品川・田町※・三田・北品川                                                     | 10月25日 - 10月29日           | ※                                              |                               |
| 30                            | 2021年11月14日                | 10:00 - 10:50                 | 神宮外苑・東京バスツアー                                                      | 11月8日 - 11月12日            | この回から通販枠を変更 IAT・KFB・QAB同時ネット |                               |
| 31                            | 2021年11月21日                | 10:00 - 10:50                 | テーマ「エンタメ名所巡り」「タイムスリップ散歩」 両国・錦糸町・森下・菊川     | 11月15日 - 11月19日           | IAT・KFB・QAB同時ネット                        |                               |
| 32                            | 2021年12月5日                 | 10:00 - 10:50                 | 「ドクターXスペシャル」 阿佐谷・東高円寺・高円寺                              | 11月29日 - 12月3日            | ゲスト：要潤                                   |                               |
| 33                            | 2021年12月12日                | 10:00 - 10:50                 | 豊洲市場・晴海                                                                | 12月6日 - 12月10日            | KFB・QAB同時ネット                             |                               |
| 34                            | 2021年12月19日                | 10:00 - 10:50                 | 秋葉原・神田岩本町                                                            | 12月13日 - 12月17日           | IAT・QAB同時ネット                             |                               |
| 35                            | 2022年1月30日                 | 10:00 - 10:50                 | さいたま新都心                                                                | 1月24日 - 1月28日             |                                                |                               |
| 36                            | 2022年2月27日                 | 10:00 - 10:50                 | 新百合ヶ丘エリア                                                              | 2月21日 - 2月25日             |                                                |                               |
| 37                            | 2022年3月13日                 | 10:00 - 10:50                 | 日本橋界隈                                                                    | 3月7日 - 3月11日              | IAT同時ネット                                  |                               |

### ゴールデンタイム特番
本番組単体のゴールデンタイム特番が放送された事例はないものの、テレビ朝日の他の旅バラエティ番組に本番組がコラボレーションする特番が放送される事がある。
『帰れまサンデー』
- 2017年4月17日（月曜日）19:00 - 20:41の枠にて『高田純次&タカアンドトシ じゅん散歩コラボSP 春の鎌倉でばったり出会えるまで帰れない旅』と題したスペシャルが放送された[102][注 278]。同番組は、当時日曜日に放送されていた『帰れまサンデー』（現・『帰れマンデー見っけ隊!!』）とのコラボレーションであり、本番組としては事実上、初のゴールデンタイム特番となった（主体番組は『帰れまサンデー』）。
本特番では、春の鎌倉（神奈川県鎌倉市）を舞台に、タカアンドトシ（タカ・トシ／『帰れまサンデー』MC）&速水もこみち、高田&小峠英二（バイきんぐ）、菊池桃子&森泉の3チームに分かれ、鎌倉のどこかでばったり出会うまで帰れないという設定の下、旅を展開した。
結果は、高田チームと美女チーム（菊地&森）が先に出会う形でゴールし、最後にタカトシチームが鎌倉駅に到着し両チームと出会い終了。

『路線バスで寄り道の旅』
- 2017年12月17日（日曜日）18:57 - 21:00の枠にて『路線バスで寄り道の旅×じゅん散歩SP』と題したスペシャルを放送[31]。同番組では、日曜日に放送されている『路線バスで寄り道の旅』とのコラボレーションであり、本番組とのコラボは初となるが、本番組としては前述の『高田純次&タカアンドトシ〜』に続き2度目のゴールデン特番かつ、散歩シリーズと同番組のコラボは『若大将のゆうゆう散歩』[注 279] に続き3年9か月ぶり2度目となった。なお『路線バスで〜』をベースに制作しており、番組テーマ曲はザ・スパイダースの「なんとなくなんとなく」で、ナレーションも生野文治（元・RKB毎日放送アナウンサー）が務めている。
第1弾では、高田が徳光和夫[注 280]、田中律子[注 280]と共に東中野～新宿⇒渋谷⇒五反田⇒大井競馬場⇒大森へと向かう路線バスでの珍道中を繰り広げた。
- 2018年11月18日（日曜日）18:30 - 21:00の枠にて『路線バスで寄り道の旅×じゅん散歩SP 2018』と題した第2弾を放送。
第2弾では、高田と徳光、田中が小岩⇒秋葉原⇒中目黒へと向かう路線バスでの珍道中を繰り広げた。
- 2020年1月12日（日曜日）18:30 - 20:00の枠にて、新春特番となる第3弾『路線バスで寄り道の旅×じゅん散歩新春SP 2020』を放送[36]。
第3弾では東京オリンピックにちなみ、高田と徳光、田中が府中⇒調布⇒千歳烏山といった、スポーツに関係する名所での珍道中を展開。東芝府中ラグビー部、多摩川競艇場、日本女子体育大学などを訪問した。

## スタッフ
- 構成：山崎康生、亀津雄介、大村貴行
- CAM：遠藤径介
- VE：古賀公章
- 編集：小林雄太、鈴木勝己
- MA：浜元瑞樹、金城正幸
- 音効：高橋健人
- 技術協力：TSP、テイクシステムズ
- 編成：瀧川恵（テレビ朝日）
- 宣伝：樽井勝弘（テレビ朝日）
- AP：鈴木律子、東海林瑛里
- AD：金子尚景
- ディレクター：松岡智洋、菊地拓馬、山内一宏、吉田真人、松本貴利、伊藤克浩、土屋翔、吉川昌秀、加藤文仁
- チーフディレクター：林大輔
- プロデューサー：江頭孝之（テレビ朝日）、丸山佳夫・細川和利（ともにテレビ朝日映像）
- 制作：テレビ朝日、テレビ朝日映像、ロッピングライフ

## 関連商品

### 書籍
- ブルーガイド・ムック じゅん散歩（2016年5月13日発売、実業之日本社、ISBN 978-4-408-06312-6）

番組で紹介したコースを収録したムック。全12コースを収録。
- じゅん散歩画集 一歩一絵（2023年4月13日、文化工房、ISBN 978-4-910-59614-3）

画集。オープニングタイトルに使用した絵や、番組の最後に披露する"今日の一歩一会" 300枚超えのなかから高田が厳選した57枚を収録。

### 通販限定
番組オリジナルグッズも発売されており、これらはRopp!ngにて通信販売（一部は他の通販サイトやテレアサショップ等で市販）されている。
- じゅん散歩カレンダー

2016年より番組特製のカレンダーが発売。カレンダーの内容は、高田が散歩で描いた水彩画12枚を1か月ごとに掲載している。
特典として、2017年版（2016年11月発売）には高田が描いた水彩画を印刷した「じゅん散歩ポストカード6枚セット」をはじめとして、「じゅん散歩すごろく」・「純ちゃん節分鬼お面」が付属され、Ropp!ngでの購入者限定で「しゃべる貯金箱」が封入された。3980円（税込）。
2018年11月、高田の格言を1日ずつ、全365枚掲載した『高田純次の格言日めくりカレンダー』も発売された。

- じゅん散歩ポストカードセット

2018年8月、番組特製のポストカードが発売された。高田が散歩で描いた水彩画4枚がセットになっている。

- じゅん散歩スケッチブック

ポストカードと同様に、番組特製のスケッチブックも発売されている。高田が2018年10月より番組内で使用している赤色のスケッチブックに、番組のロゴを金で金箔押ししている特別仕様で、ポストカード4枚がセットになっている。

- 高田純次画伯のじゅん散歩ジグソーパズル

2021年12月に、高田の描き下ろしによる風景画をジグソーパズルにして通販限定で発売。初心者向けの300ピース版として「汐留から望む浜離宮庭園」（描き下ろし）と、番組オープニングに使用されている「小川遊び」（高田によるセレクト）の2種、中級者向けの600ピース版として、通販発売用に描き下ろした「昔も今もやっぱり東京タワー」、の計3種類。また、別売り付属品として木製フレームも販売されている。

## 番組連動イベント
- じゅん散歩 絵散歩展

2018年3月30日から4月1日までの3日間に亘り、東京国際フォーラム・ホールEにおいて『テレビ朝日「人生100年時代」応援プロジェクト おとなランド〜もっと楽しく、もっと素敵に!〜』の展示ブース内で開催された。
番組で描いた風景画の原画の展示と、散歩で訪れた店でおやつとして食した品や故郷・調布の特産品の即売を行った。